# Etruskische Religion

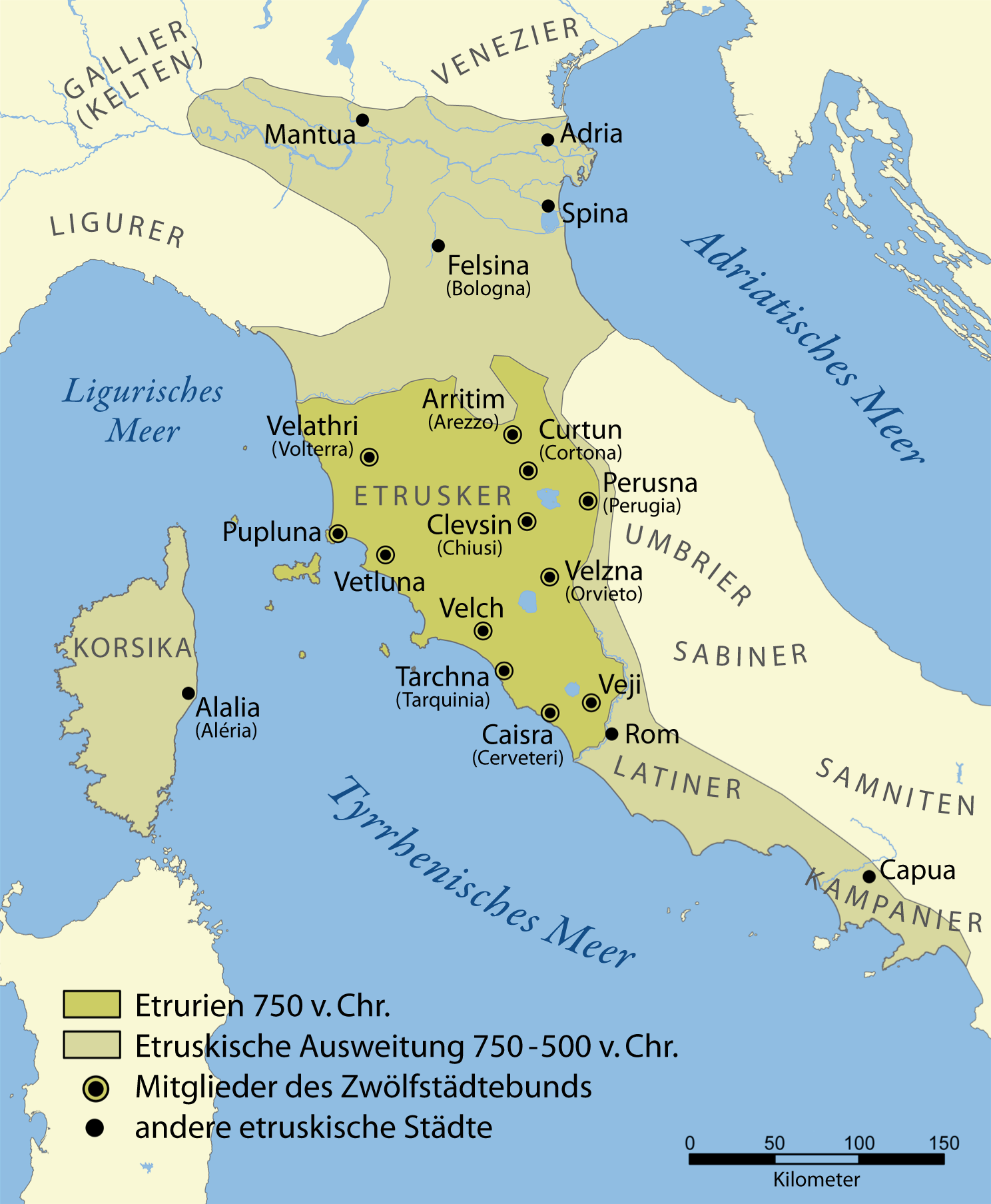
Karte der etruskischen Gebiete mit den zwölf Städten des etruskischen Städtebundes sowie weitere wichtige, von den Etruskern gegründete Städte. Das Tyrrhenische Meer war das „Hausmeer“ der Etrusker und ist nach ihnen benannt.

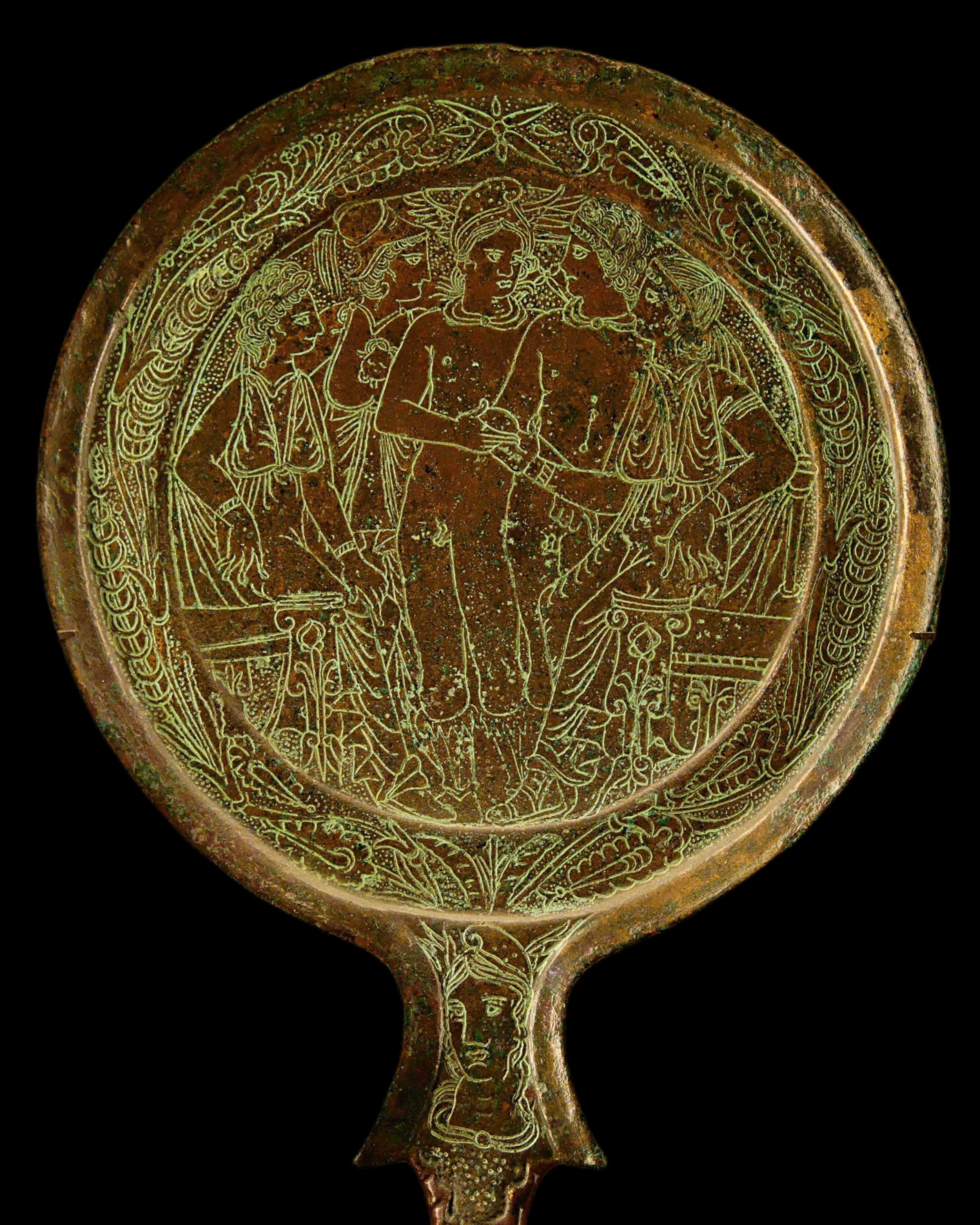
Louvre: etruskischer Bronzespiegel aus dem 4. bis 3. Jahrhundert v. Chr.; er zeigt das „Urteil des Paris“ und damit den großen Einfluss, den die griechische Kultur damals auf die etruskische hatte.

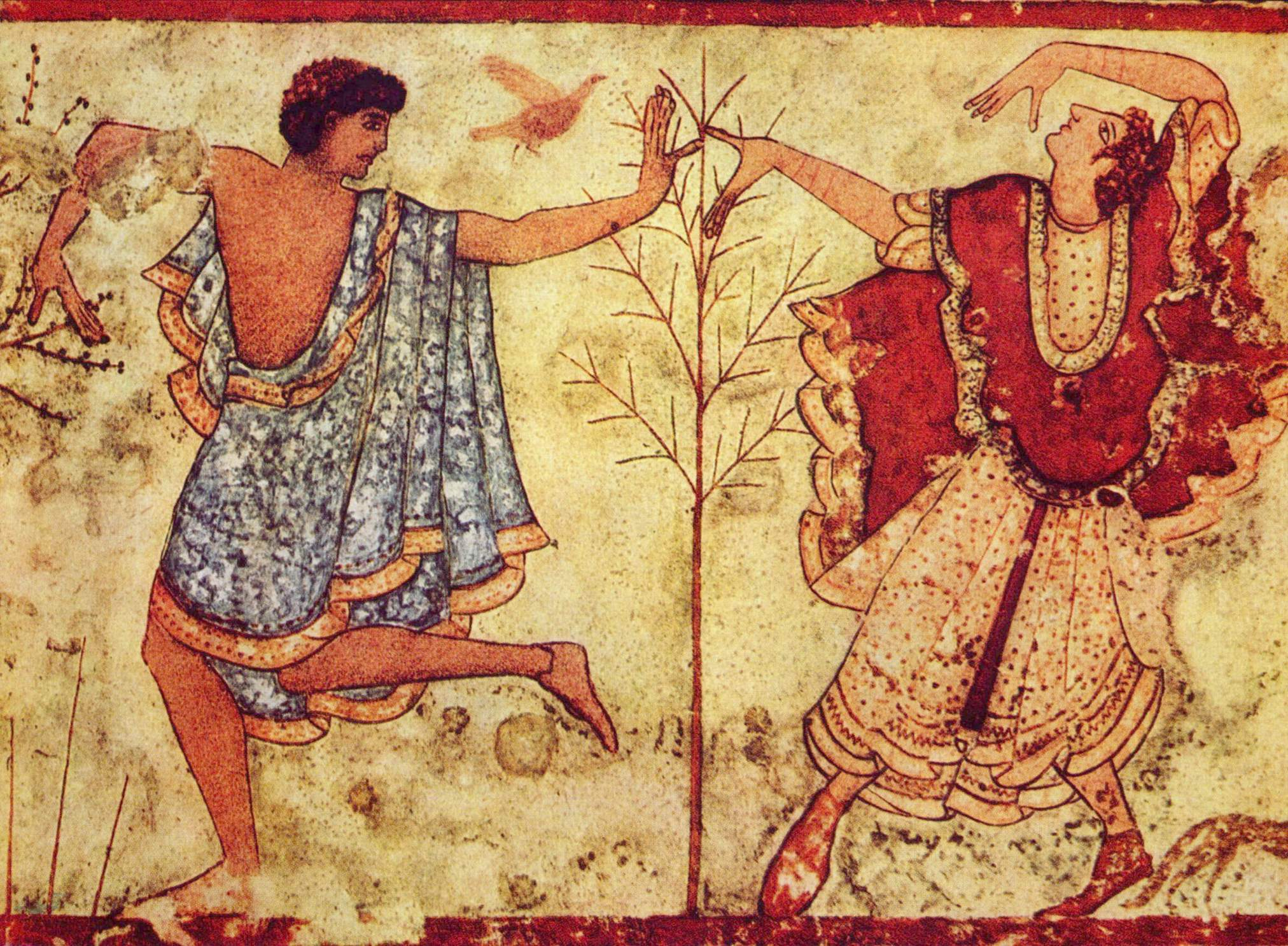
Grabfresko, das die Freuden des Jenseits zeigt. Tomba del Triclinio, 480 v. Chr., Nekropole Monterozzi (Tarquinia)

Der Ursprung der mythisch-theistischen Religion der Etrusker – sie selbst nannten sich Rasenna, bei den Griechen hießen sie Tyrsener und bei den Römern Tusci oder Etrusci – liegt ebenso weitgehend im Dunkeln, wie die in der Wissenschaft bis heute spekulative Herkunft dieses Volkes selbst, das nie einen Flächenstaat, nur einen vor allem kultisch überwölbten Zwölfstädtebund bildete. Die letzte dieser zwölf Städte, Vetulonia, wurde gegen Ende des 19. Jahrhunderts von dem italienischen Arzt und Archäologen Isidoro Falchi entdeckt. Fassbar werden sie jedenfalls als Volk erst in Italien, in dessen kulturelles Umfeld sie fest eingebunden waren. Genaueres wissen wir über sie abgesehen von griechischen, allerdings (zum Beispiel bei Hesiod) eher mythenhaft gefärbten und sich zudem widersprechenden Berichten vor allem aus römischen Quellen, und diese Quellen datieren frühestens ab dem ersten vorchristlichen Jahrhundert, sind zudem selektiv bis fragmentarisch und oft einseitig. Komplizierend kommt hinzu, dass die etruskische Sprache kaum entziffert ist, obwohl man sie lesen kann, denn die Etrusker benutzten ein griechisches Alphabet (die euböische Variante).
Vor allem in späteren Perioden war diese Religion zudem stark von der griechischen Mythologie beeinflusst. Hingegen ist die ursprüngliche Schicht kaum noch erkennbar, nicht einmal ihre Mythen kennt man genauer oder doch nur über römische Überlieferungen, dasselbe gilt für ihre Theologie und wesentliche Aspekte ihres Kultes, vor allem dessen Frühformen. Im Gegensatz zu den vorchristlichen Religionen des Abendlandes handelte es sich außerdem um eine prophetisch vermittelte Offenbarungsreligion, was wiederum eher für eine orientalische Abkunft spricht wie auch der Kunststil in der orientalisierenden Phase der etruskischen Kultur, zumal es im Orient die ersten derartigen Religionen in Ägypten, Mesopotamien, im Judentum und im Zoroastrismus gab, weshalb hier gerne auch Parallelen gezogen werden.
Trotz der massiven griechischen Einflüsse und ihres Mischcharakters ist die etruskische Religion aber im Kern ihres Wesens völlig ungriechisch, verkündet sie doch die totale Unterwerfung des Menschen unter den göttlichen Willen, dem gegenüber der Mensch ein Nichts ist. Für die Etrusker war ihre Religion daher von zentraler Bedeutung und reichte bis tief in die individuelle Lebensführung. Vorlage und Regularien dafür boten die sog. Etrusca disciplina (zu lat. disciplina: Lehre, Unterweisung, Wissenschaft), aus Büchern bestehend, die von den Priestern als Geheimwissen streng gehütet wurden und genaue Anweisungen zur Durchführung von Orakeln enthielten. Im Altertum war diese Etrusca disciplina – die Lehre von der Interpretation göttlicher Signale, also Technik der Divination (zu lat. divinare: eine göttliche Eingebung haben) und vom korrekten Umgang mit der Götterwelt weit über Etrurien hinaus berühmt. Leberschau (Haruspizium), die Interpretation des Vogelfluges (Auspizien) und der Blitze (Fulguraldisziplin) waren dabei ebenso Teil dieser Lehre wie das korrekte Vorgehen bei der Landvermessung, der Verwaltung oder dem Bau von Wasserleitungen. Die originalen Texte der Disziplinen waren aber schon zur Zeit der Römer weitgehend verloren. Die damit zusammenhängende Kosmologie ist außerordentlich komplex und ebenfalls nur in Umrissen erhalten.

## Ursprünge und Überlieferung

### Ursprünge: Das Problem der Eigenständigkeit

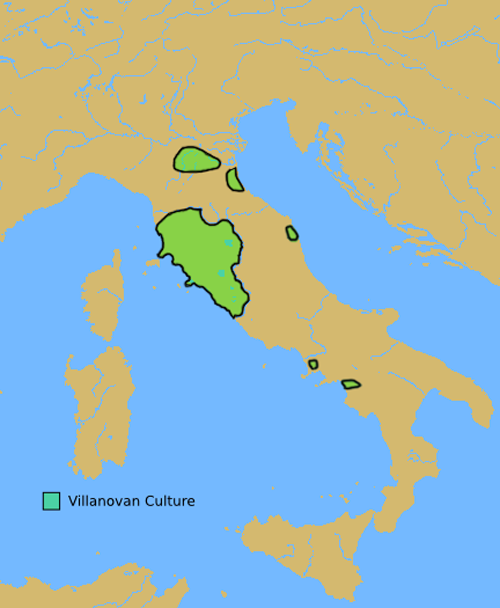
Das Gebiet der Villanova-Kultur in Italien um 900 v. Chr.

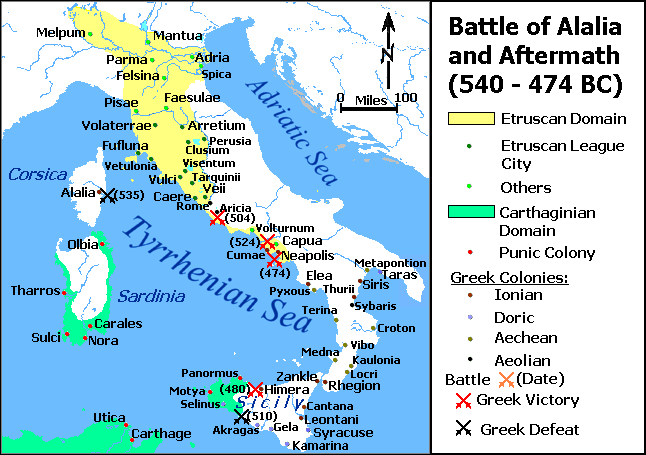
Karte der ungefähren Machtbereiche karthagischer und etruskischer Gebiete sowie der der Griechen während und nach der Schlacht von Alalia, welche die Griechen verloren. Obwohl die Etrusker, teils im Verein mit den Karthagern, immer wieder mit den griechischen Kolonien aneinandergerieten, übernahmen sie doch weite Teile ihrer Religion und Kultur.

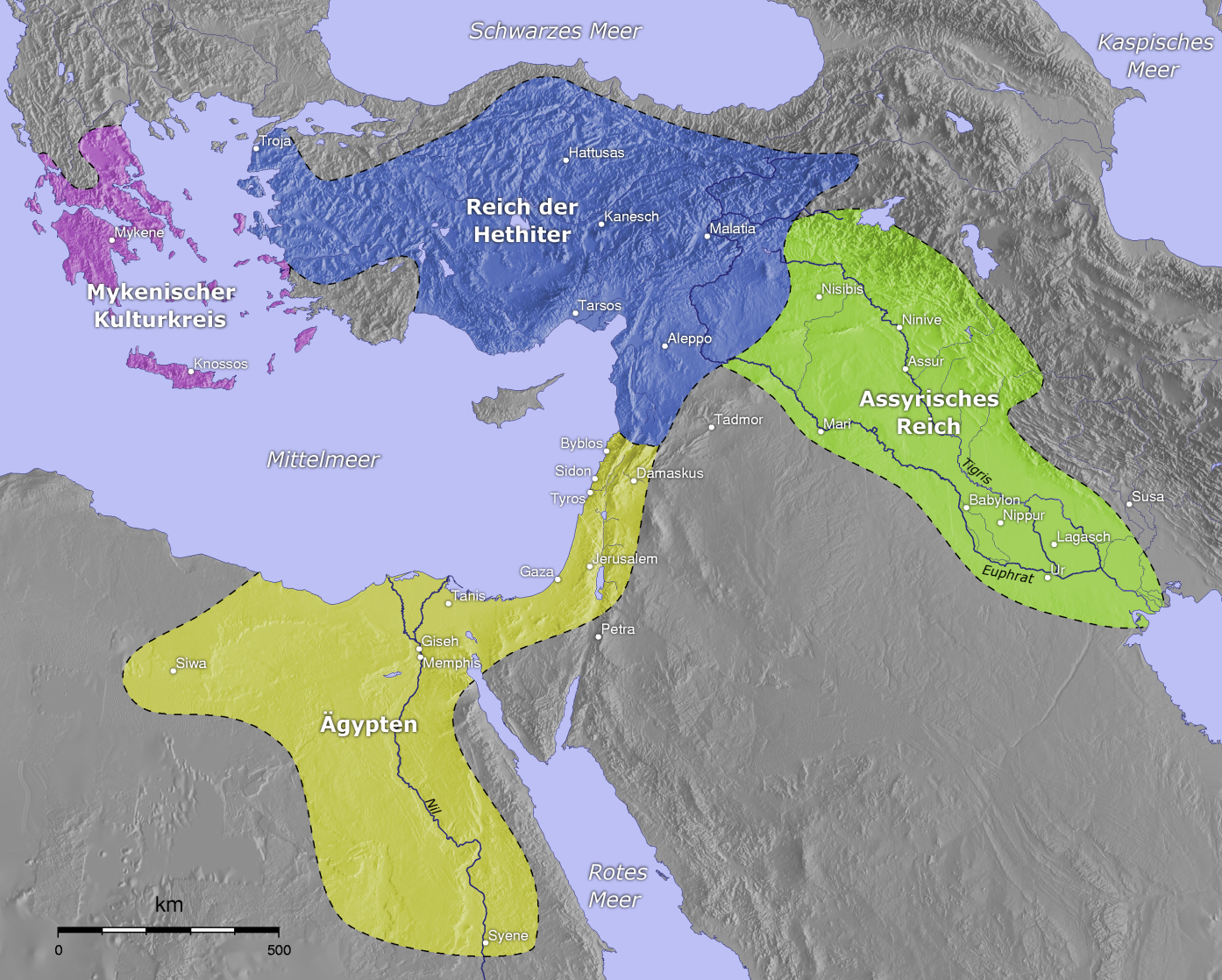
Östlicher Mittelmeerraum und Vorderasien ca. 1220 v. Chr. Das Reich der Hethiter blau. Es nahm vor allem mesopotamische Einflüsse auf. Sollten die Etrusker, wie neue archäologische, genetische und sprachliche Befunde nahelegen, von dort stammen, hätten sie durchaus Troja (Karte links oben) und die ihr etwa 70 km westlich vorgelagerte Insel Lemnos als Ausgangspunkt ihrer Wanderung nehmen können, die sie schließlich „auf den Spuren des Aeneas“ nach Italien führte.

Da die Etrusker eine nichtindoeuropäische Sprache hatten, obwohl sie in historischen Zeiten von indoeuropäischen Völkern wie den Umbrern, Sabinern und Latinern umgeben waren, stritt man sich früher heftig über ihre potentielle Herkunft und entwickelte eine ganze Reihe inzwischen allerdings meist obsoleter Theorien. Ihre längere Zeit propagierte Abkunft aus dem Norden gilt trotz einiger Ähnlichkeiten etwa bei den Waffen und Gefäßen als eher von geringerer Bedeutung, selbst ihre von ihnen selbst postulierte Abkunft von den Trojanern wurde einige Zeit in der Literatur ventiliert (und hat aktuell wieder an Bedeutung gewonnen, siehe unten). Archäologisch finden sich die engsten Zusammenhänge hingegen mit der Villanovakultur Italiens. Ob sie aus dem kleinasiatischen Lydien kamen (so Herodot), aus dem Norden, aus der Ägäis von Lemnos (wofür linguistische Argumente sprechen) oder Zypern oder gar aus dem Westen (sie sollen Tartessos auf der iberischen Halbinsel gegründet haben), ob sie Pelasger oder ein autochthones, vorindoeuropäisches Altvolk Italiens waren, und ob sie als Gesamtheit einwanderten oder aber in kleinen Gruppen einsickerten, als Seeräuber kamen – als solche waren sie auch später durchaus gefürchtet – und in Begleitung ihnen verbundener Phönizier und hier vor allem der Karthager, wie sie selbst meerzugewandte, hervorragende Seeleute, ist umstritten. Ebenso unvollständig geklärt sind die Bezüge ihrer Religion zur ägyptischen, keltischen, chaldäischen oder zur Villanovakultur sowie zu den Vorstellungen der benachbarten italischen Ethnien, die von den Etruskern – als einer möglicherweise eher kleinen, mit Schiffen an der mittelitalienischen Küste anlandenden Einwandererschicht – offenbar technologisch und kulturell stark beeinflusst wurden, vielleicht sogar ihnen unterworfen waren (Eisenverarbeitung aufgrund der reichen Erzvorkommen in Mittelitalien, also der Toskana, aber auch auf Elba; man schätzt, dass etwa allein bei Populonia, dem „Ruhrgebiet“ der Etrusker, etwa 700.000 t Eisen produziert wurden). Auf potentielle Ähnlichkeiten zu den ebenfalls chthonisch orientierten vor- und frühgeschichtlichen Kulturen Maltas und Siziliens wird gelegentlich hingewiesen. Manche Mythen wie der des in Etrurien offenbar sehr populären Herkules (Hercle) haben eine ganz ungriechische Ausprägung und weisen bis nach Babylonien und Palästina (Melkart-Kult).
Die lokale Villanovakultur, die sie vielleicht durch ihre technologische und kulturelle Überlegenheit majorisierten, verschwand zwar nicht ganz, anscheinend haben die Einwanderer aber die Einheimischen unterworfen und sich zur beherrschenden Schicht aufgeschwungen. Immerhin war die Beziehung zwischen beiden Gruppen doch so eng, dass man heute von einer historischen Kontinuität zwischen beiden Kulturen spricht, zumal die meisten etruskischen Städte des Kernlandes nachweislich aus Villanova-Siedlungen hervorgegangen sind. Auch entstammte der Hauptanteil der etruskischen Bevölkerung wohl einheimischen Gruppen. Allerdings ist dies, so die Encyclopædia Britannica, offenbar auch nur ein Strang im komplexen Gewebe, das diese Kultur kennzeichnet und das über orientalisierende, vor allem phönizische und später griechische Einflüsse schließlich jene Formen annahm, von denen wir nur Umrisse kennen. Entsprechend schillernd bietet sich uns vor diesem diskontinuierlichen, ja sprunghaften Entwicklungsverlauf, wie sie vor allem ihre Kunst zeigt (so die Brockhaus Enzyklopädie) auch ihre Religion dar, die in ihrer heterogenen Struktur sowohl grundlegende archaische (→ Religion im Paläolithikum), für traditionelle Gesellschaften typische, wie „modernere“ polytheistische und anthropomorphe Muster erkennen lässt, wie sie etwa auch die keltische und die slawische Religion aufweisen, die ähnlichen Einflüssen und Entwicklungsprozessen unterlagen, ohne dass sich daraus aber eine genetische Verwandtschaft ableiten ließe. Allerdings ähnelt vor allem die keltische Religion stark der etruskischen, denn die Druidenpriester betrieben Vogelschau, lasen aus den Zeichen der Natur und verfügten über ein mündlich weitergegebenes Geheimwissen, so dass auch hier durchaus Züge einer prophetischen Offenbarungsreligion erkennbar sind; auch die Jenseitsvorstellungen sind ähnlich, so dass manche Autoren eine gemeinsame Abstammung von Kelten, Slawen und auch Skythen aus der alten Urnenfelderkultur für möglich halten. Da Kelten schon relativ früh im 6. vorchristlichen Jahrhundert in Oberitalien siedelten, scheint eine solche Beziehung nicht völlig ausgeschlossen, zumal auch die durch Inschriftenfunde belegte lepontische Sprache in diese Richtung weist. Abgesehen vom polytheistischen Aspekt der etruskischen Religion, der sich hier fast schon regelhaft in der Entwicklung von Naturgeistern über Heroen zu personalisierten Göttern vollzog, wird gelegentlich auch auf eine gewisse Ähnlichkeit zu den Chaldäern hingewiesen.
Dominierend sind jedoch italische und griechische Einflüsse, die massiv assimiliert wurden, und zwar teilweise so sehr, dass etwa die Propyläen Weltgeschichte davon spricht, man könne den Etruskern nicht einmal ein hohes Maß an kultureller Selbständigkeit und Originalität zusprechen, und sie seien notorisch von anderen Kulturen abhängig gewesen „und zwar in einem Maße, dass man schon von einer Kulturlosigkeit dieses Volkes gesprochen hat“. Diese Meinung kann man zwar nach den inzwischen genaueren Untersuchungen etwa von Prayon oder Cristofani nicht mehr in diesem Maße aufrechterhalten, und bereits Eliade spricht denn auch von einer ganz eigenen Synthese (zwischen etruskischer und griechischer Kultur), denn „der etruskische Genius entwickelt die entliehenen Ideen gemäß seiner ihm eigenen Berufung“, und: „Die grundlegende Idee, nämlich die Homologie zwischen Makrokosmos und Mikrokosmos, ist jedoch archaisch“, um sein Etruskerkapitel dann aber etwas ratlos mit der Bemerkung zu schließen: „Letzten Endes entgeht uns das Wesentliche des etruskischen religiösen Denkens.“ Völlig neue Aspekte hinsichtlich der Herkunft der Etrusker aus Anatolien und ihres kulturellen und vor allem sprachlichen Einflusses auf ihre Umgebung, vor allem auch auf das Keltische, haben in der Etruskologie unterdessen die Untersuchungen von Martin Counihan erbracht. Neue genetische Befunde von Alberto Piazza, Turin, die eine enge Verwandtschaft von alteingesessenen toskanischen Familien mit dem Genmuster einer Volksgruppe ergaben, die nahe Lemnos im westlichen Anatolien lebt, unterstützen diesen Befund. Es bleibt die Frage, warum weder Griechen noch Etrusker es vermochten, ihre Kultur auch staatspolitisch auf ganz Italien auszudehnen und zu festigen, dass dies vielmehr den Römern überlassen blieb, die von beiden Kulturen und Religionen nur das übernahmen, was ihnen brauchbar und attraktiv schien, die eigentlichen Urheber jedoch gezielt der Vergessenheit anheimfallen ließen (die Griechen wurden erst in der Kaiserzeit wieder „modisch“). Arnold Toynbee meint dazu:

„Die Etrusker wären infolge ihrer geographischen Lage sehr gut geeignet gewesen, ganz Italien von den Alpen bis zur ‚Zehenspitze‘ zu vereinigen, und wenn sie gemeinschaftlich vorgegangen wären, hätten sie wohl auch Erfolg gehabt. Die Italo-Griechen hatten niemals ernsthaft daran gedacht, auch nur die Halbinsel Italien zu einen; sie waren zu wenige, zu weit vom Mittelpunkt entfernt, und vor allem war ein Stadtstaat der Feind des anderen. (Den Etruskern misslang eine gemeinsame Aktion, doch sie vernichteten sich nicht gegenseitig, wie es die italo-griechischen Staaten taten.)“

### Überlieferung
Das Hauptproblem bei der Deutung der etruskischen Religion ist somit die Überlieferungslage, zumal aus der Frühzeit keine Götterbilder erhalten sind, ebenso wenig wie Zeugnisse der ursprünglich wohl reichen religiösen Literatur. Der Kult selbst wird damit erst sichtbar, nachdem er griechisch beeinflusst und überformt war und tritt uns vor allem bis heute in dem enormen Grabkult der etruskischen Nekropolen entgegen. Dabei lassen sich bereits im 7. vorchristlichen Jahrhundert Elemente der Pythagoreer, Orphiker und dionysische Einflüsse nachweisen, die auch später prägend blieben, desgleichen starke orientalische Einflüsse. Auch waren die archäologischen Stätten bereits im 19. Jahrhundert, als eine ernsthafte wissenschaftliche Befundung begann, durch Grabräuber weitgehend geplündert und mehrere zehntausend Gräber waren ausgeräumt, damit aber auch die Fundzusammenhänge zerstört. Zusätzlich ist mit sicherlich nicht unbedingt gewollten Verfälschungen durch römische Überlieferungen zu rechnen, zumal die Römer Teile der Religion für ihre eigenen Bedürfnisse adaptiert, also de facto nach einer durchaus gläubigen Periode vor allem gegen Ende der Republik vereinfacht, rationalisiert, formalisiert und veräußerlicht hatten, und zwar in dem Sinne, dass das Verhältnis des Menschen zur Gottheit einen Rechtscharakter (Cicero: ius divinum) erhielt, der vor allem in der korrekten Anrufungsformel und genau festgelegten Ritualen ihren Ausdruck findet, was allerdings den Römern zumindest emotional nicht völlig zu genügen schien, denn daneben finden sich bei ihnen zahlreiche Reste von altem Glauben in Gestalt von Dämonenfurcht und Totenritualen mit einem irrationalen Hang zur Magie und zum Aberglauben, der zweifellos zahlreiche etruskische und altitalische Reste enthielt. Auch sind diese indirekten Berichte oft erst lange nach der etruskischen Zeit entstanden, stammen frühestens aus dem 1. Jahrhundert v. Chr. und beruhen selbst zu einem nicht geringen Teil wohl auf eher unsicheren Quellen. Dennoch präsentiert sich die religiöse Lehre in einer Komplexität und Systematik, die eine lange Entwicklungsperiode zu ihrer Entstehung und Entwicklung benötigt haben muss. Dabei scheint vor allem der Einfluss der griechischen Philosophie und Wissenschaft stark gewesen und insbesondere von den Haruspices intensiv genutzt worden zu sein. Auch haben offenbar griechische Autoren versucht, die Widersprüche des Systems sekundär auszugleichen und dessen Regeln so auch populistisch zu selektieren und für die damaligen Zwecke besser anwendbar zu machen. Vor allem die Ausgestaltung der Disziplin wurde dadurch wesentlich beeinflusst und ist uns denn auch durch römische Autoren (zum Beispiel Varro, Seneca, Plinius der Ältere, Sextus Pompeius Festus und Marcus Tullius Cicero), die anscheinend direkt aus den Quellen übersetzten, gut erhalten, deren Einfluss es wohl auch zu danken ist, dass diese Disziplin beim römischen Publikum sehr populär wurde. Andere Aspekte der etruskischen Religion sind aber nur noch verschwommen erhalten und lassen viele Fragen unbeantwortet.
Was die Archäologie angeht, so ist sie zwar reichhaltig in ihren Funden, doch der größte Teil davon stammt aus den kunstvollen Nekropolen, die außerhalb der etruskischen Städte lagen. Die dortigen Gräber der Adelsfamilien waren oft prächtig ausgestattet und lassen detaillierte Folgerungen hinsichtlich der Lebensweise dieser Gesellschaftsschicht zu. Doch ist dieses Bild naturgemäß einseitig, denn die etruskische Gesellschaft basierte auf der Arbeitsleistung leibeigener Landarbeiter, über die man kaum etwas weiß, ebenso wenig wie über die ländlichen Siedlungen und deren Bräuche sowie die Unterschicht der Städte oder gar die Ureinwohner.
Eine der wenigen, noch dazu heiklen Quellen für Glauben und Kult der Etrusker ist daher die römische Religion, die trotz erheblicher Modifikationen und Vermischungen auch mit griechischem Geistesgut sowie trotz ihrer Ursprünge aus dem indoeuropäisch latinischen Bereich doch sehr viel von dem erhalten hat, an das die Etrusker einst glaubten, wo sie es taten und wie. Man kommt also nicht umhin, sich diese Quelle immer wieder genauer anzusehen, bei aller Vorsicht in der Beurteilung und im Wissen, dass auch die römische Religion nur eine Zwischenphase in einer Entwicklung war, bei der ganz unterschiedliche Strömungen zu einem komplexen, aber eigenständigen Geflecht zusammenfanden, das dann später in ein wiederum neues, das des römischen Staatschristentums überging.

## Kosmologie und Götterwelt

### Kosmologische Struktur
Systematik
Das kosmologische System der etruskischen Religion gehört zu den am stärksten strukturierten der Religionsgeschichte überhaupt und ist in dieser Form mit Sicherheit stark griechisch beeinflusst. Ihre Hauptprinzipien waren die orientatio und die divisio, also die genaue Ausrichtung aller Dinge an der kosmischen Struktur der Welt und deren genaue Unterteilung. Zentral ist dabei die Vorstellung der Divination. Diese begreift das Gefüge der Realität als dem göttlichen Willen als absolut untergeordnet, da dieser allein hier Ordnung und Vernunftmäßigkeit gewährleistet. Das bedeutet, dass nichts zufällig geschieht, vielmehr sind alle Dinge und Ereignisse im Rahmen eines kosmischen Gesamtsystems einordenbar und damit auch voraussagbar – Grundlage aller prophetischen Handlungen der etruskischen Religion. Außerordentliche Vorgänge sind dabei Zeichen („Prodigien“) bestimmter göttlicher Absichten. Will man diese Zeichen lesen, muss man sie zunächst jedoch strikt klassifizieren. Vor allem der Raum muss zu diesem Zweck rational ausgerichtet und in Sektoren eingeteilt werden, wobei bei den Etruskern im Gegensatz zu anderen Mittelmeerkulturen, die meist einer Zwölfereinteilung folgten, eine 16er-Einteilung bevorzugt wurde.
Max Weber hat in seiner Religionssoziologie Entstehung und wesentliche Merkmale dieser für die Etrusker ja absolut zentralen Divination festgehalten:

„Die Kunst der „Divination“ erwächst zunächst direkt aus der Magie des Geisterglaubens. Die Geister wirken, wie alle anderen Wesen, nicht schlechthin regellos. Kennt man die Bedingungen ihrer Wirksamkeit, so kann man ihr Verhalten aus Symptomen: omina, welche erfahrungsgemäß ihre Disposition andeuten, kombinieren. Die Anlage von Gräbern, Häusern und Wegen, die Vornahme von wirtschaftlichen und politischen Handlungen müssen an dem nach früheren Erfahrungen günstigen Ort und zur günstigen Zeit geschehen. (S. 262)
Vom Zauberer unterscheidet er (Anm.: der Priester) sich dadurch, dass er inhaltliche Offenbarungen verkündet, der Inhalt seiner Mission nicht in Magie, sondern in Lehre oder Gebot bestehe. Äußerlich ist der Übergang flüssig. Der Zauberer ist sehr häufig Divinationskünstler. Die Offenbarung funktioniert in diesem Stadium kontinuierlich als Orakel oder Traumeingebung. Ohne Befragungen der Zauberer kommen Neuregelungen von Gemeinschaftsbeziehungen ursprünglich kaum irgendwo zustande. (S. 269)
Leben und Welt, die sozialen wie die kosmischen Geschehnisse, haben für den Propheten einen bestimmten, systematisch einheitlichen „Sinn“, und das Verhalten der Menschen muss, um ihnen Heil zu bringen, daran orientiert und durch die Beziehung auf ihn einheitlich sinnvoll gestaltet werden. (S. 275)

Der „Vorsehungsglaube“ ist die konsequente Rationalisierung der magischen Divination. (S. 317)“

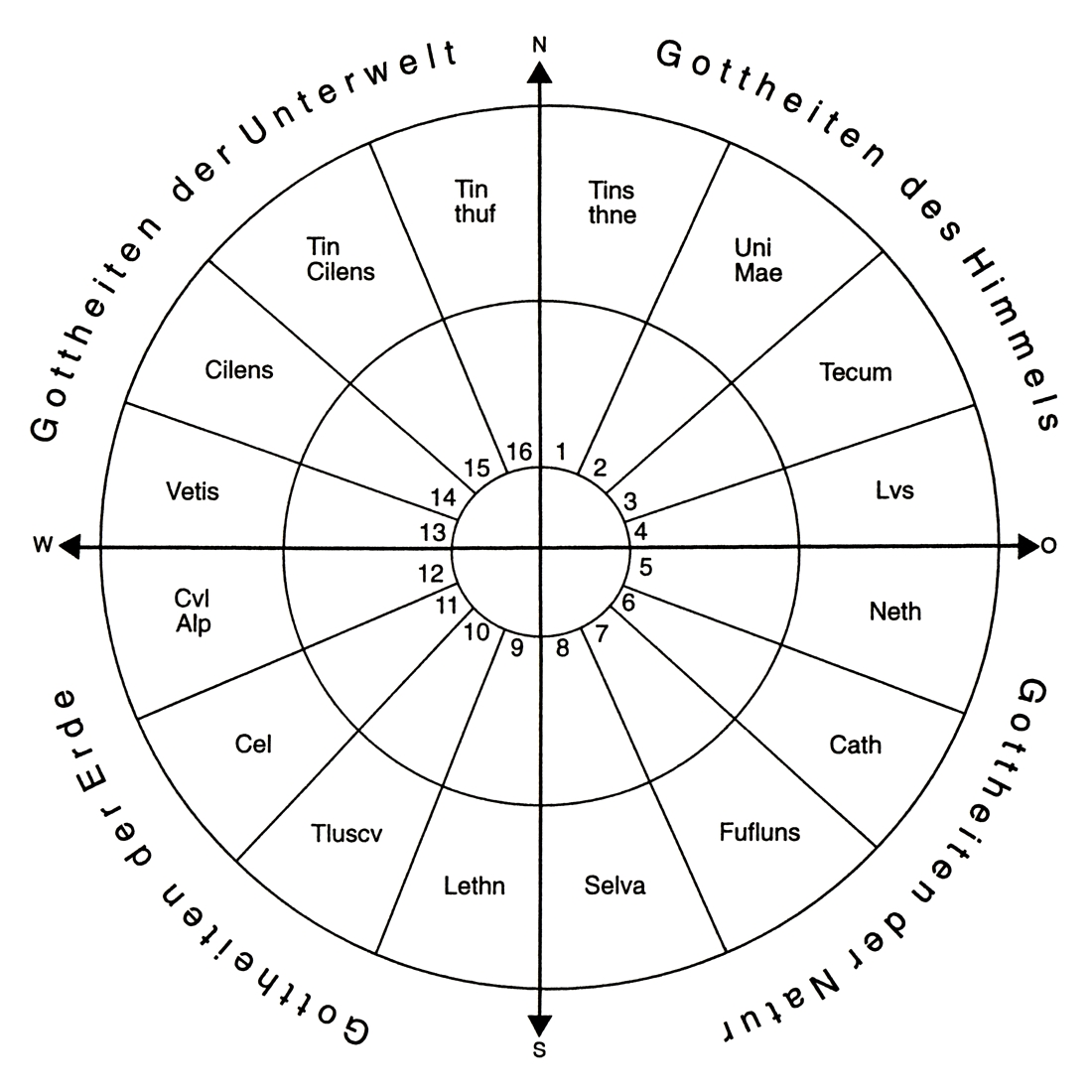
Die Himmelsregionen der Gottheiten gemäß der etruskischen Blitzlehre nach Friedhelm Prayon

Die Etrusker folgten diesen Kautelen konsequent. Sie unterteilten die Welt zur Bestimmung der Naturzeichen mit einem großen, unsichtbaren Kreuz aus einer Nord-Süd-Achse (lat. cardo) und einer Ost-West-Achse (lat. decumanus). Dem entsprachen analog am Himmel vier Regionen zu je vier, nach den Himmelsrichtungen ausgerichteten Teilen, denen jeweils bestimmte Götter zugeordnet waren. Der Kosmos wiederum war in vier konzentrische Sphären unterteilt, die oberste die des Äthers, die unterste die Erde. Das nordöstliche Viertel war den höchsten Himmelsgöttern zugeordnet, die beiden südlichen Viertel den Göttern von Natur und Erde, das nordwestliche Viertel den Unterweltgottheiten, die allerdings in den Darstellungen etwa der Bronzeleber von Piacenza fehlen. Vielmehr vereinigt der Hauptgott Tina/Zeus auch Aspekte des Jenseits in sich, zumal eigentliche Todesgottheiten erst im 4./3. Jahrhundert erschienen und hier als Phersipnai/Aita der Paarung Persephone/Hades entsprechen. Die Reihenfolge der Götter spiegelt überdies eine bestimmte Vorstellung des Universums wider, die der Welt der Himmelsgötter, der Götter der Meere, der Unterwelt und schließlich der Welt der Menschen entspricht, wobei sich eine absteigende Reihenfolge ergibt, in der die verschiedenen Entitäten jeweils verschiedene Höhen einnehmen und so als Gruppen von vier, diesen Welten zugeordneten etruskischen Penaten fungieren, die hier allgemeine Schutzgötter sind und nicht wie bei den Römern vor allem auf den häuslichen Bereich beschränkte. Räumlich ist dieses System auf den Mittag hin ausgerichtet. Dem entspricht die Orientierung des Haruspex ebenso wie die der sakralen Gebäude, deren Front häufig nach Südosten zeigt.
Praktische Anwendung in der Städteplanung

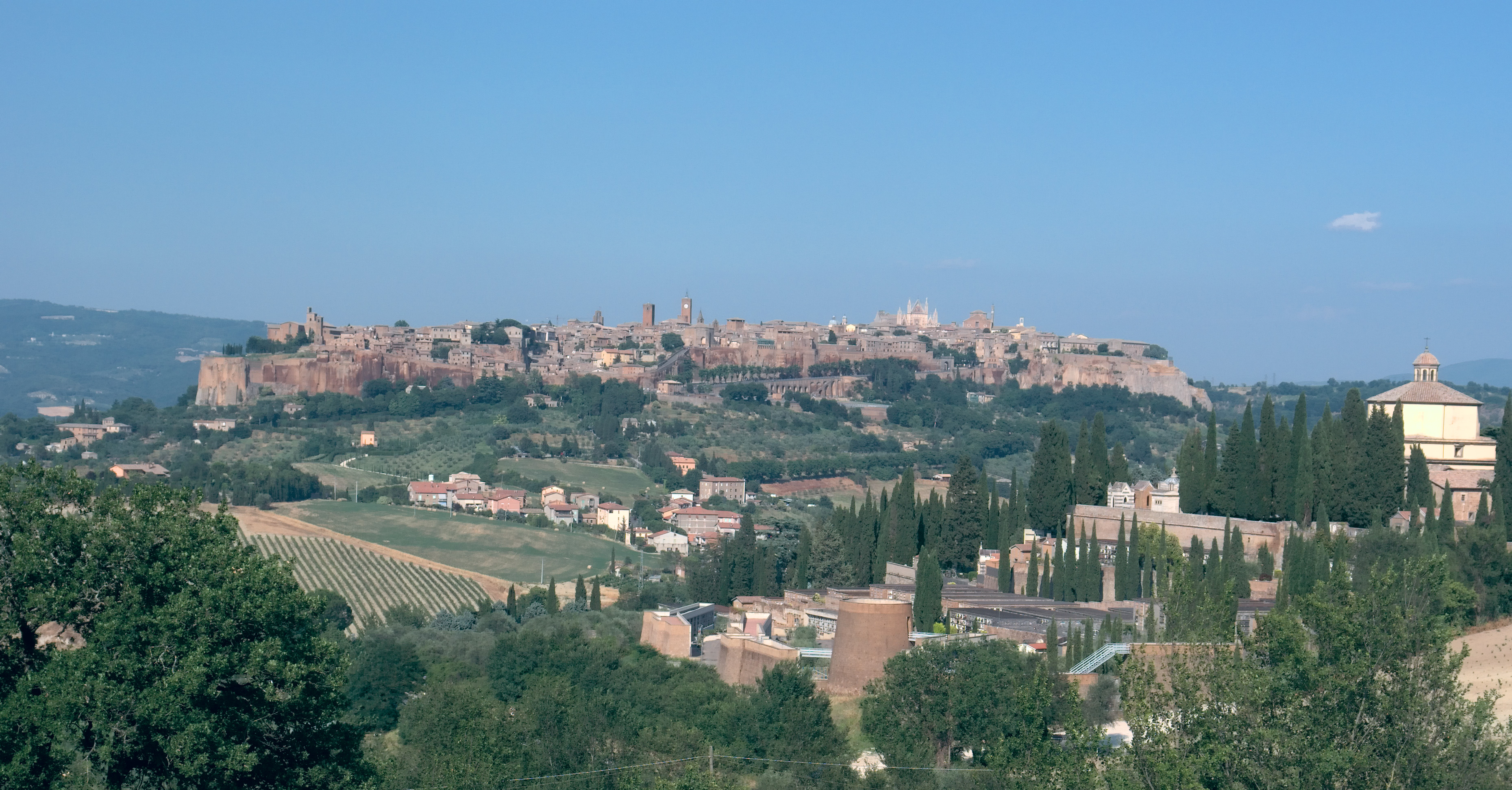
Ansicht von Orvieto, vermutlich das alte Volsinii; eine typische Bergkuppensiedlung auf einem von Höhlen durchzogenen Felsplateau aus Tuffstein, das eine Anwendung der etruskischen Prinzipien der Städteplanung nicht möglich machte.

Das Konzept der 16 Himmelsfelder, von denen aus die Götter auf die Erde einwirkten, spiegelt sich ganz konkret vor allem in der Anlage der etruskischen Städte oder der Nekropolen wider. Sogar das etruskische Rom wurde angeblich nach diesen Prinzipien angelegt. Allerdings war die Toskana, das Kerngebiet der Etrusker, zu hügelig, um Siedlungen nach rein geometrischen Prinzipien planen zu können. Daher findet man dort eher irregulär an die Landschaft angepasste, umwallte Siedlungen häufig auf Bergkuppen, wie sie auch die Griechen für sich anlegten. So wird dieses Prinzip eigentlich erst im 6. Jahrhundert v. Chr. realisiert, als die Etrusker sich in der Ebene südlich von Rom, in Kampanien sowie in der Po-Ebene niederließen und Kolonien gründeten. Dort errichteten sie ihre Städte streng ritualisiert: Nachdem die Priester das Zentrum festgelegt und mit Hilfe eines Messgeräts (wohl eine Art Theodolit, zum Beispiel eine Dioptra), das die aufgehende Sonne anpeilte, die Ost-West-Achse bestimmt hatten, wurde die neue Stadt um ein Straßenkreuz herum angelegt, so dass weiter unterteilbare Stadtviertel entstanden. An den Enden des Straßenkreuzes wurden dann in gleichen Abständen vom Zentrum die Stadttore errichtet, die damit genau in die vier Himmelsrichtungen zeigten. Auch der Bau der Stadtmauer war ritualisiert: Mit einem bronzenen Pflug wurden vier Furchen parallel zu den ausgemessenen Achsen aufgerissen, so dass sie derart eine quadratische Fläche umgrenzten. Das Prinzip leitete sich vermutlich von Heerlagern ab und wurde später von den Römern als „etrusco more“ (nach Art der Etrusker) übernommen.

### Die Götter
Die Gottheiten wurden unter anderem durch den Einfluss, der vor allem von den griechischen Kolonien Unteritaliens ausging, anthropomorphisiert, und sie näherten sich in Funktion, Gestalt und Mythologie vor allem in der Spätzeit stark dem Pantheon des griechischen Olymps an, wobei allerdings zu beachten ist, dass diese Konvergenz durchaus auf ähnlichen archaischen Quellen beruhen kann. Voltumna galt als oberster Gott der Etrusker. Seine Repräsentanz ist allerdings eher diffus und völlig unähnlich der des griechischen Göttervaters Zeus mit seinen oft sehr weltlichen Gelüsten, als dessen Entsprechung bei den Etruskern ohnehin Tinia gilt. Auch fehlt sein Name bemerkenswerterweise auf der Bronzeleber von Piacenza.

#### Älteste Formen und römische Traditionen
Sie sind kaum noch erkennbar, doch waren die überirdischen Wesen offenbar zunächst in Geschlecht, Art und Zahl unbestimmt und veränderungsfähig. Anfänglich scheint es sogar nur den Glauben an eine einzige göttliche Wesenheit gegeben zu haben, die sich in unterschiedlichen Formen äußerte und verschiedene Formen annahm, die nach und nach teils wohl auf dem Umweg über Heroen zu verschiedenen personalisierten Gottheiten mit jeweils unterschiedlichen Funktionen wurden. Und nicht überraschend wurde daher Voltumna als höchster Gott als eine eher weltenferne Entität begriffen.
Bemerkenswerterweise fand gerade diese alte Namen- und Bildlosigkeit auch in der römischen Religion ihren Ausdruck. Die höchsten und ältesten Götter existierten für die Römer nicht als ruhendes Sein oder in menschenähnlicher Gestalt, sondern nur dadurch, dass sie zeitlich fixierbare Handlungen bewirkten. Dieses uralte Prinzip trägt die Bezeichnung numen und kann diese Handlungen wie den Gott selbst meinen. Die altrömische Religion, die ja bäuerlich geprägt war und große Ähnlichkeiten mit der etruskischen aufweist, kannte daher keine bildliche Darstellung der Götter. Später wurden Kultbilder vor allem unter griechischem Einfluss gebräuchlich, vielleicht auch unter etruskischem, die diesen Brauch für ihre ja zunächst auch gesichtslosen jenseitig-metaphysischen Entitäten ebenfalls von den Griechen übernommen oder aber aus ihrer möglicherweise altorientalischen Heimat mitgebracht hatten (die allerdings indoeuropäischen Hethiter, sie nannten sich ja sogar selbst das Volk der tausend Götter, sprachen jedoch mindestens acht Sprachen, darunter auch einige nicht-indoeuropäische der anatolischen Urbevölkerung). Ein Grieche jedenfalls stellte sich seine Götter im Mythos und Kultbild vor, ein Römer und wohl auch Etrusker vergegenwärtigte sich den Gott durch kultische Handlungen und Zeichen der Natur. Daraus ergibt sich allerdings dann auch der entscheidende Unterschied zwischen etruskischem und römischem Religions- und Götterverständnis: Die Religion ist für den Römer keine in sich ruhende abstrakte und kosmische Macht, die über den täglichen Bedürfnissen des Menschen steht, sondern sie bleibt den praktischen Bedürfnissen des häuslichen Lebens und bäuerlichen Wirkens zu- und untergeordnet, und zwar auch noch in ihrer entwickelten Form als Staatsreligion und Kaiserkult. In dieses völlig anders geartete Konzept fügte sich dann auch das ein, was die Römer von den Etruskern an Göttern, Riten und Gebräuchen übernahmen.

#### Entwickelte Form
Das spätere Pantheon der Etrusker mit seinen ungefähr 40 Göttern ist wie ihre gesamten religiösen Vorstellungen fast schon ungöttlich streng systematisiert. So gibt es jeweils sechs unerbittliche Götter und Göttinnen, die Dii Consentes, die Dii Involuti, geheimnisvolle Wesen, welche ausschließlich den obersten Gott Voltumna/Tinia beraten, die neun Novensides, welche Blitze schleudern usw. Dieser oberste Gott wiederum ist kein Himmelsgott, wie man ihn etwa von den Indoeuropäern kennt, sondern ein chthonischer Gott der Erde, der in ihren Tiefen wohnt und nicht am Himmel und zudem mit einer Erdgöttin Uni (Hera-Juno) verheiratet ist. Die Götterwelt der Etrusker ist damit weniger nomadisch als bei den Indoeuropäern, sondern bäuerlich agrarmythisch und chthonisch geprägt. Auch die extreme Orientierung an Naturphänomenen deutet in diese Richtung.
Die Etrusker kannten die von den Griechen und Römern bekannten olympischen Götter, eigene einheimische Götter und ganze Göttervereine. Typisch sind auch seit dem 4. vorchristlichen Jahrhundert Dämonen unterschiedlicher Art, oft geflügelt und von grauenvollem Äußeren, Mischwesen mit Tierattributen und Tierköpfen, die häufig als Todesboten oder Totenbegleiter fungieren und in denen noch am deutlichsten die chthonische und animistische Herkunft erhalten ist.
Bei der Einstufung in ursprünglich etruskische und übernommene griechische Götter muss beachtet werden, dass manche alte etruskische Gottheiten mit olympischen sekundär verschmolzen oder deren Namen annahmen, was von Fall zu Fall oft aber kaum noch zu eruieren ist. Die teilweise Übereinstimmung der Götternamen hängt nach Prayon damit zusammen, dass schon im 8. und 7. Jahrhundert die griechische, lateinische und etruskische Kultur in engem Kontakt standen und vor allem griechische Sagen übernommen oder adaptiert wurden, wenn ihre vergleichbaren Funktionen dies zuließ. Dabei behielten sie entweder wie bei den Göttereltern Tinia und Uni den Namen oder sie übernahmen bzw. etruskisierten griechische Götternamen wie Apollon, der zu Aplu wurde oder Artemis zu Artumes. Komplizierend hinzu kommt, dass die Götter oft mehrere Funktionsbereiche hatten, also mitunter nur Teilaspekte der Originale betroffen waren.
Die einheimischen Götter der Etrusker waren häufig reine Kultgötter ohne bildliche Darstellung. Von den Göttervereinen ist kaum etwas bekannt. Einige lateinische Bezeichnungen sind:
- dei opertanei (geheimnisvolle Götter)
- dei involuti (unerklärbare Götter, sie beraten Tinia)
- dei consentes bzw. di complices (jeweils sechs unerbittliche und namenlose Götter und Göttinnen)
- die Novensides (sie allein können Blitze schleudern).

Hinzu kommen noch niedere Gottheiten wie beispielsweise die zu Turan gehörigen Lasen (vergleichbar, wenn auch nicht identisch mit den römischen Laren) und die Manen.
Man kann entsprechend rein sprachlich drei etruskische Götterkategorien unterscheiden:
- die genuin etruskischen
- die ursprünglich griechischen
- die aus dem Lateinischen oder italischen Dialekten stammenden.

Inhaltlich-funktional, wie sie sich in der etruskischen Kunst präsentieren, kann man vier Schichten voneinander trennen:
- Die Spuren animistischer Gottvorstellungen: Vor allem der gesichtslose Hochgott Voltumna, der über allem zu schweben scheint, könnte dieser Schicht zuzurechnen sein, möglicherweise auch Artumes als Spätform der Herrin der Tiere, denn ihre Verehrung als Kultgöttin ist im archaischen Mittelitalien insgesamt nachweislich sehr alt.[25] Auch die zahlreich vorkommenden Dämonen repräsentieren eine sehr alte gemeinmediterrane Schicht, zumal sie mitunter noch Tierattribute (Flügel, Tierköpfe, Hörner usw.) zeigen, wie man sie insbesondere in ihrer ältesten Form in Anatolien gefunden hat, dem nach dem aktuellen Forschungsstand (siehe oben) potentiell wahrscheinlichsten Ursprungsgebiet der Etrusker.[26]
- Die indigenen Naturgötter im weiteren Sinne: Cavtha und Usil (Sonne), Tivr (Mond), Menrva (Wettergöttin), Selvans (junger Naturgott), Turan (Liebesgöttin), Laran (Krieg?), Leinth (Tod), Maris (Fruchtbarkeit, Liebe), Thalna/Thanr (Geburt), Fufluns (Vegetation, Wein) sowie Turms (Götterbote).
- Die aus dem indoeuropäischen Erbe oder dem intensiven Kontakt mit ihm stammenden Hochgötter: Tin bzw. Tinia (Himmel), Uni, seine Frau (Stadtgöttin und Geburt), Cel (Erdgöttin).
- Als vierte, umfangreichste Schicht gab es griechische Götter, die in das etruskische System während der orientalisierenden Periode 750/700–600 v. Chr. integriert wurden: Artumes/Aritimi (Artemis, falls es sich hier nicht um eine reine Übernahme des Namens handelt), Pacha (Bacchus, entspricht griech. Dionysos) usw.

#### Das Pantheon der Etrusker: Götter, Geister und Dämonen
Nur wo die Zuordnung etruskisch bzw. italisch relativ sicher ist, das heißt, wo keine direkten römischen oder griechischen Entsprechungen bekannt sind, wird sie verzeichnet. Erfasst sind vor allem die 24 Götter auf der in 40 Zonen eingeteilten Bronzeleber von Piacenza, soweit ihre Funktion einigermaßen geklärt werden konnte.

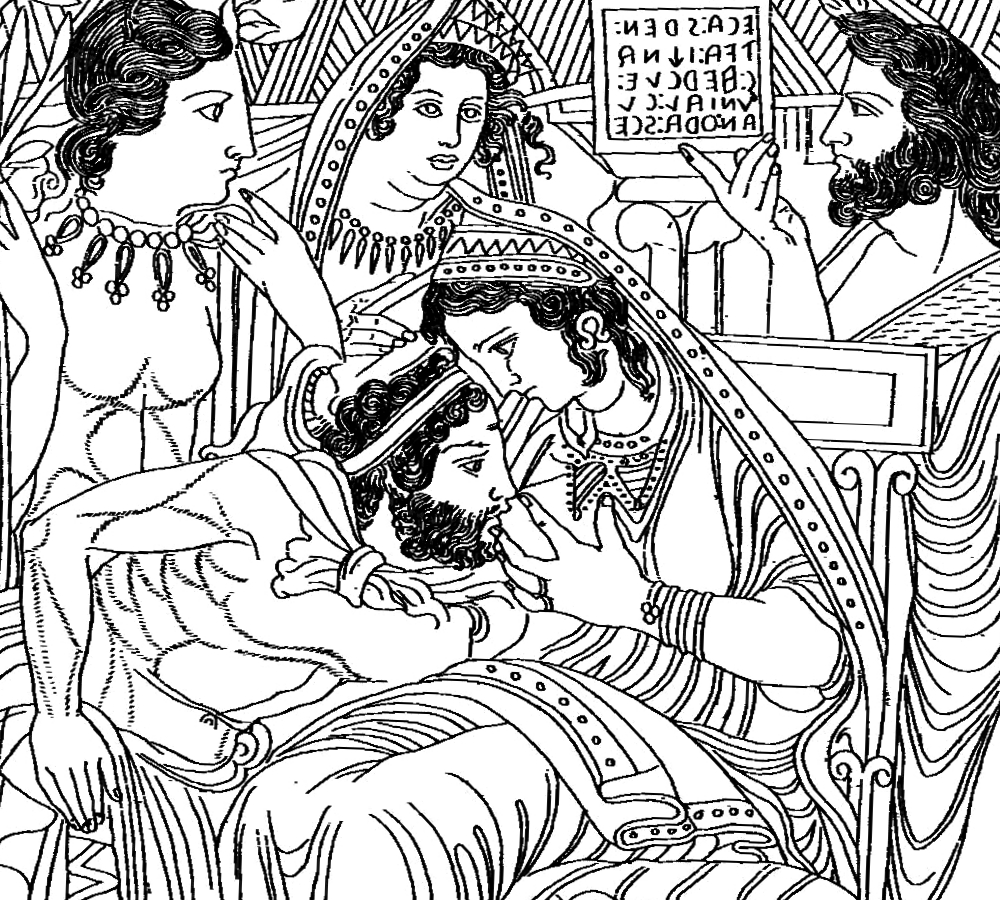
Bronzespiegel von Volterra mit der Darstellung der den Hercle säugenden Uni, 3. Viertel des 4. Jh. v. Chr. Florenz, Museo Archeologico

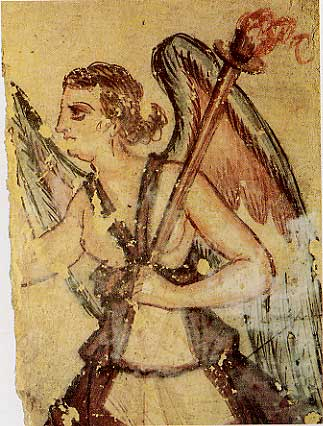
Die geflügelte Todesdämonin Vanth. Die Flügel sind ein altes Tierattribut von Dämonen, das sich so auch in Mesopotamien findet. Fresko aus dem Anina-Grab bei Tarquinia, Mitte 3. Jh. v. Chr.

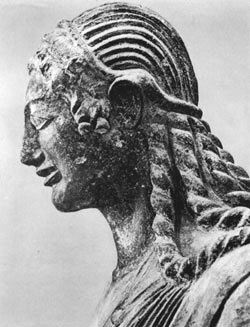
Apollo von Veji. Giebelfigur des Menrva-Tempels in Veji, 6. Jh. v. Chr. Apulu/Apollo galt, wie bei den Griechen üblich, später als Bruder der Menrva und wurde oft mit ihr zusammen verehrt.

Die wichtigsten Götter in alphabetischer Reihenfolge: In Klammern römisch-griechische Entsprechungen.
- Aita (Hades), Herr der Unterwelt. Er versetzt mit einem Hammer den Toten den Gnadenhieb.
- Apanu – Liebes- und Todesgöttin, evtl. identisch mit Persiphnai
- Apulu (Apollon, Apollo) – Bruder der Artames, Gott der Künste. In seiner archaischen Form beinhaltet er aber auch unterweltliche Aspekte. Später wird er dem Sonnengott angenähert.
- Artumes (Artemis, Diana) – Von den Griechen übernommene Jagdgöttin.
- Atunis (Adonis) – Vegetationsgott, steht in Verbindung mit Turan.
- Calu – Todesgott, Bringer, nicht Herrscher des Todes, im Gegensatz zu Aita aber Kultgott, vermutlich ursprünglich etruskisch.
- Cavtha (Eos), Partner oder Tochter des eigentlichen Sonnengottes Usil. Authentisch etruskisch-italische Gottheit.
- Cel – Erdmutter.
- Charun – griech. Charon, Totenbegleiter. Wird auch Mantus genannt.
- Culsans (entsprach funktionell Janus) – jugendlicher Gott der Tore. Wie der römische Ianus ist er doppelgesichtig.
- Culsu – eine Todesdämonin, Hüterin der Pforte zur Unterwelt? Gehört zu Culsans. Authentisch etruskisch-italische Gottheit.
- Esplace – griech. Asklepios, Heilgott.[27]
- Ethausva und Thanr/Thalna – Geburtsgöttinnen. Authentisch etruskisch-italische Gottheiten.
- Evan – eine der Lasen, Göttin der persönlichen Unsterblichkeit, Authentisch etruskisch-italische Gottheit.
- Februus – Totengott, Gott der Reinheit. Der Monat Februar ist nach ihm benannt. Authentisch etruskisch-italische Gottheit.
- Feronia – Göttin der Freigelassenen, wird mit Wald, Feuer und Fruchtbarkeit in Verbindung gebracht. Authentisch etruskisch-italische Gottheit.
- Fufluns (Dionysos, Bacchus) – Gott des Weines, Vegetationsgott. Kultname vermutlich Pacha (zu lat. Bacchus). Er wurde vor allem in Populonia verehrt. Authentisch etruskisch-italische Gottheit.
- Hercle (Herakles)– Heros und Heilgott. Sein Mythos war, wenn man von der Anzahl der Darstellungen ausgeht, in Etrurien am beliebtesten und enthält zahlreiche nicht griechische Elemente.
- Horta – Göttin des Ackerbaus. Authentisch etruskisch-italische Gottheit.
- Laran (Ares, Mars) – alter Erd- und Fruchtbarkeitsgott, später Kriegsgott. Authentisch etruskisch-italische Gottheit.
- Lasa – Die geflügelten Lasen gehören zum Gefolge der Turan und haben oft noch eigene Namen: Achununa, Racuneta, Sitmica. Von großer Bedeutung ist die Lasa Vecu.
- Leinth – Gesichtsloser Todesgott, der die Toten in der Unterwelt erwartete. Authentisch etruskisch-italische Gottheit.
- Lethans – unklarer Gott, Unterwelt? Göttin?
- Lusna – Mondgöttin, entspricht evtl. griech. Leucothea. Authentisch etruskisch-italische Gottheit.
- Mania – Totengöttin. Mutter der Laren. Authentisch etruskisch-italische Gottheit.
- Mantus – Totengott. Gemahl der Mania.
- Maris – Vermutlich Liebe und Fruchtbarkeit, evtl. Pendant zu Eros.
- Menrva (Minerva, Athene) – Authentisch etruskische Gottheit. Eine alte italische Göttin der Weisheit und des Kampfes, Uni und Tinia sind ihre Eltern, nach ihnen ist sie die höchste Himmelsgottheit.
- Nethuns (Neptun). – Authentisch etruskisch-italische Gottheit. Ursprünglich ein italischer Wasser- und Quellgott. Für die Etrusker als hervorragende Seefahrer ein besonders wichtiger Gott.
- Nortia – eine Schicksalgöttin, die vor allem in Volsinii verehrt wurde.
- Phersipnai (Persephone) – Herrin der Unterwelt.
- Phersu – vermutlich Totendämon
- Sans – Gott der Eide.
- Satres – Möglicherweise von Saturn abgeleitet, unklare Funktion.
- Selvans (Silvanus) – alte Naturgottheit. Authentisch etruskisch-italische Gottheit.
- Semla – Erdgöttin. Mutter des Fufluns.
- Sethlans (Hephaistos) – unterirdischer Schmiedgott, Schutzgott der Handwerker und Künstler.
- Tages – Gott der Weisheit, brachte den Etruskern mittels Tarchon die Disziplinen. Authentisch etruskisch-italische Gottheit.
- Tecum – Gott der Lukumonen. Authentisch etruskisch-italische Gottheit.
- Tellus und Tellumo – zwei Erdgötter. Authentisch etruskisch-italische Gottheiten.
- Thalna – Geburtsgöttin. Authentisch etruskisch-italische Gottheit.
- Thetlumth – Schicksals- und Unterweltsgott.Authentisch etruskisch-italische Gottheit.
- Thesan (Eos) – Authentisch etruskische Gottheit. Göttin der Morgenröte, Kultgöttin mit Uni verbunden.
- Thufltha, Tukhulkha, und Nathum – Unterweltdämonen, die aber auch um Schutz angerufen werden können und Tinia dienen.
- Tinia (Zeus, Jupiter) – Authentisch etruskische Gottheit. Höchster Gott, Blitzeschleuderer. Er hat auch jenseitige Bedeutung.
- Tivr – Mondgott. Authentisch etruskisch-italische Gottheit.
- Turan (Aphrodite, Venus) – Authentisch etruskische Gottheit. Göttin der Schönheit, Liebe und Fruchtbarkeit; die wichtigste unter den weiblichen Gottheiten Etruriens.
- Turms (Hermes, Mercurius) – Götterbote. Authentisch etruskisch-italische Gottheit.
- Tvath – Göttin der Auferstehung, ähnlich Demeter.
- Uni (Hera, Juno) – Authentisch italisch-etruskische Gottheit. Gattin von Voltumna(Tinia), eine Fruchtbarkeitsgöttin, die vor allem in Veji verehrt wurde und auch Herrin der Morgenröte heißt. Mitunter verschmilzt sie seit dem 6. vorchristlichen Jahrhundert mit Aphrodite. Sie kann als einzige Göttin Blitze schleudern. Schutzpatronin der Familie, Frauen und Mütter.
- Usil – Sonnengott.Authentisch etruskisch-italische Gottheit.
- Vanth – Weibliche Todesdämonen, Totenbegleiter und Grabwächter mit großen Flügeln und in weißen Kleidern. Sie tragen oft Schriftrollen, auf denen die Taten der Verstorbenen verzeichnet sind.
- Veive – Rachegöttin. Authentisch etruskisch-italische Gottheit.
- Velchans – Gott unklarer Bedeutung. Der März war ihm heilig.
- Vetis – eine Art Teufel, Unterweltgott der Zerstörung. Authentisch etruskisch-italische Gottheit.
- Voltumna – auch Veltha, Hochgott, später Kriegs- und Bundesgott. Varianten: Vortumnus, Velthumna, Velthumena, Volturnus: Authentisch etruskische Gottheit. Er ist der Urgott der Etrusker. Um sein Heiligtum in Orvieto bzw. Volsinii/Voltumnae versammelten sich die Vertreter des Zwölfstädtebundes. Er verschmilzt später mit Tinia, Zeus und Jupiter, ist jedoch im Gegensatz zu diesen kein Himmelsgott, sondern eine chthonische Erdgottheit. Seine Altäre sind daher in die Erde gegrabene Mulden. Er war der einzige original von den Römern übernommene etruskische Gott. Er war den Römern nämlich so wichtig, dass sie sein Heiligtum auf Veranlassung des Feldherrn Marcus Fulvius Flaccus nach ihrem Sieg über Volsinii (heute Bolsena) 264 v. Chr. ausraubten (nach der Naturalis historia des Plinius waren es 2000 Statuen) und die Beute in das neue römische Heiligtum überführten, das sie auf dem Aventin für ihn errichten ließen und so den geschlagenen Etruskern ihre wichtigste religiöse Grundlage entzogen. Der Vorgang bezeichnet denn auch das endgültige politische Ende der Etrusker, denn damit hatten sie ihr spirituelles Zentrum verloren.

Analog zur Vermenschlichung der Götter nach griechischem und römischem Vorbild werden auch griechische Götter- und Heldensagen übernommen (zum Beispiel die Dioskuren-, Orpheus- und Herakles-Sage), möglicherweise mit eigenen vermischt und bekommen gelegentlich einen politischen Hintergrund, denn der Mythos von Aeneas ist zum Beispiel wie bei den Römern sehr beliebt und dient der Glorifizierung und Legitimierung der eigenen Vergangenheit. Daraus, wie mehrfach geschehen, eine reale historische Abkunft der Etrusker von den Trojanern abzuleiten und damit von den Hethitern, ist problematisch, obwohl neuere sprachliche Untersuchungen wieder in diese Richtung deuten (siehe oben: Ursprünge), wenn sie eine Verwandtschaft des Etruskischen mit dem Luwischen postulieren, das möglicherweise auch in Troja gesprochen wurde, wie neu gefundene Inschriften ausweisen.

## Religiöses Gesetz, Priester und Kult

### Geistige Grundlagen

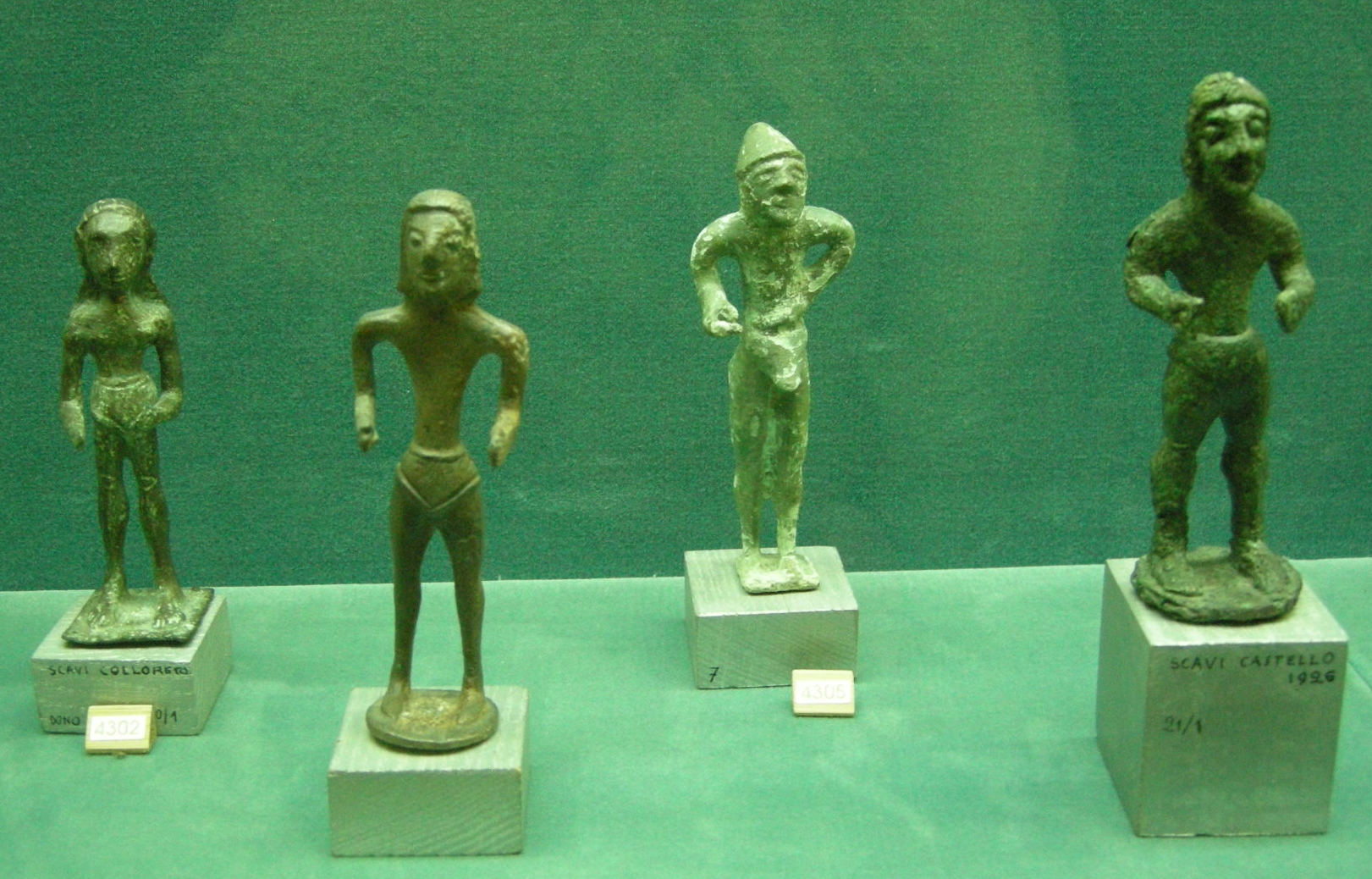
Typische etruskische Bronzestatuetten aus dem Museo Etrusco Guarnacci, Mitte 7. Jh. v. Chr. Votivgaben? Die Statuetten gehören in die geometrische Stilphase, wie sie auch für die Villanovakultur typisch war.

In der Antike waren die Etrusker für ihre religiösen Praktiken berühmt und galten als religiöses Volk. Ihre Bezeichnung Tusci wurde von mehreren Historikern sogar fälschlicherweise vom griechischen thysiazein – dem Wort für opfern – abgeleitet. Für die Etrusker waren alle Bereiche des Lebens und der Natur durch göttlichen Willen vorherbestimmt. Durch Deutung und Erforschung des göttlichen Willens versuchten sie möglichst viel vorherzusehen und danach zu handeln. Noch im 6. Jahrhundert n. Chr. wird vom römischen Historiker Prokopius berichtet, dass die Etrusker seiner Zeit als Wahrsager berühmt seien. Geprägt war ihr Leben von tiefen religiösen Ängsten, denen sie durch besonders intensive Rituale zu begegnen suchten, weit stärker als alle antiken Völker des Westens. Diese Rituale zielten vor allem darauf, die Götter regelrecht zu zwingen, ihre Geheimnisse auf dem Wege der Divination zu enthüllen. Ohne Divination, also die genaue Erforschung des göttlichen Willens und der künftigen göttlichen Absichten, gab es weder öffentlich noch privat irgendwelche wichtigen Entscheidungen oder Handlungen. War das Ergebnis dieser Vorschau negativ oder bedrohlich, mussten komplexe Präventiv- oder Schutzzeremonien durchgeführt und Opfer dargebracht werden, wovon außerordentlich zahlreiche Funde von Votivgaben, häufig relativ grobe Plastiken mit typisch langgezogenen Gestalten, zeugen. Divinatorisch wichtig waren vor allem die Leberschau und Eingeweideschau durch einen Haruspex. An zweiter Stelle stand die Deutung der Blitze und anderer Himmelsphänomene wie des Vogelflugs, an dritter die Deutung ungewöhnlicher himmlischer und irdischer Phänomene. Ein Ausschluss von derartigen Prodigien kam dem Ausschluss aus der kosmischen Ordnung selbst gleich.

#### Der Kalender
Was Rom neben Architektur, Städteplanung, Hydraulik und anderen grundlegenden Kulturtechniken aber vor allem seinen etruskischen Königen verdankte, war der religiöse Kalender mit seinem Versuch, das Sonnenjahr und das Mondjahr einander anzugleichen. Auch die Monatsnamen April und Juni sind ursprünglich etruskisch, möglicherweise auch der Februar. Anhand der in diesem Kalender verzeichneten Feste lassen sich heute noch frühere Ereignisse bis ins 6. Jahrhundert v. Chr. relativ sicher datieren. Im Unterschied zu anderen Texten ist dieser Kalender in etwa 40 Originalquellen gut bezeugt. Hauptsächlich überliefert ist dieser allerdings recht lückenhafte und nur partiell lesbare Ritualkalender im sog. Liber linteus, einem der längsten in etruskischer Sprache erhaltenen Texte überhaupt, der auf den Zagreber Mumienbinden erhalten ist und aus dem ersten vorchristlichen Jahrhundert stammt.
In Rom eingeführt wurde er vom Etrusker Lucius Tarquinius Priscus (616–579 v. Chr.), dem fünften König Roms. In revidierter Form wurde er 45 v. Chr. von Gaius Iulius Caesar übernommen und ersetzte den wegen seiner auf dem Mondjahr beruhenden Systematik völlig ungenügenden altrömischen Kalender, wie er etwa in den aus dem 2. vorchristlichen Jahrhundert stammenden Fasti Antiates maiores überliefert ist. Die Kalender enthalten zahlreiche sehr alte Spuren, etwa ein präetruskisches zehnmonatiges Sonnenjahr. Die Feste, die dieser alte Kalender verzeichnet, spiegeln den Übergang vom ländlichen zum städtischen Leben Roms, aber auch dessen Entspiritualisierung, wobei religiöse Aktivitäten immer mehr verstaatlicht und aus dem privaten Umfeld verlagert und den Bürgern versichert wurde, dadurch dass die Riten natürlichen Prozessen folgten, sei der Wille der Götter erfüllt und eine persönliche Teilnahme nicht mehr erforderlich. Damit war für Jahrhunderte ein scharfer Bruch vollzogen zwischen dem völlig religiös bestimmten Leben der Etrusker und dem weltlich orientierten der Römer.

### Kultische Handlungen

#### Rahmenbedingungen, Benennungen und Einzelphänomene
Rahmenbedingungen
- Die Etrusker bildeten eine Kultgemeinschaft, die nicht politisch bestimmt war und ihre Grundlage in einem offenbar tiefen Volksglauben hatte, in dessen Zentrum die Einheit von Mensch, Natur und Kosmos und die absolute Unterwerfung unter den Willen der Götter stand, der jedoch durch Zeichen und ihre Interpretation erkannt werden konnte.
- Es gab neben vermutlich zahlreichen, durch Votivfunde belegten natürlichen Weihestätten (s.u.), dazu einige wenige wichtige Kultzentren (fanum), eines der wichtigsten in der ungefähren geographischen Mitte der zwölf Städte bei Orvieto: das Fanum Voltumnae, wo sich die geistlichen und weltlichen Führer des Städtebundes einmal jährlich trafen und das entgegen alten Berichten von den Römern offenbar keineswegs zerstört, sondern in offenbar hohem Respekt weiter betrieben worden ist, wie römische und etruskische Münzfunde in engem Fundzusammenhang ausweisen.
- Das Priestertum lag in den Händen der Herrscher, später bei wenigen aristokratischen Familien und war entsprechend der strikten Kosmologie der Etrusker eine bedeutende Machtposition.
- Die Kultpraxis war geprägt durch Geheimlehren, und Einzelheiten sind außer den von den Römern berichteten und übernommenen Praktiken nicht erhalten. In der Frühzeit scheint es Menschenopfer gegeben zu haben.[6]

Benennungen
Die Etrusker benutzten verschiedene Begriffe für religiöse Ämter und Handlungen, wie man aus ihren Inschriften weiß: capen (sabinisch cupencus), maru (umbrisch maron-), eisnev, hatrencu (Priesterin). Die Kunst der Leberschau nannten sie zich nethsrac. Ein Gott wurde ein ais genannt (später eis), Plural aisar. Wo es diese gab, befand sich ein fanu oder luth, ein heiliger Ort, wie etwa ein sechseckiger Opferstein (favus), ein Grab oder Tempel. An solchen Orten musste man ein fler (Pl. flerchva), ein Opfer darbringen.
In der Umgebung der mun oder muni genannten Gräber gab es die man oder mani (lat. Manes), die Seelen der Ahnen. Diese hießen mitunter auch hinthial (wörtl.: jemand, der unter der Erde ist). Eine besondere Verwaltung, die cechase, kümmerte sich um die cecha bzw. rath, also die heiligen Dinge. Doch auch jeder Einzelne hatte bestimmte religiöse Verpflichtungen innerhalb einer heiligen Gemeinschaft, der sog. slecaches. Kein öffentliches Ereignis fand ohne den netsvis, den Haruspex, oder seine weibliche Entsprechung, die nethsra, statt.
Einzelphänomene
Hier sind vor allem zwei religiös relevante Erscheinungen zu nennen:
- Die Verwendung von Masken in kultischen Zeremonien: Diese auch bei den Griechen zu findende Erscheinung entstammt offenbar dem ägäischen Kulturkreis. Schauspieler traten bei den kultischen Aufführungen der Etrusker, etwa während einer Totenfeier, stets mit Masken auf, die phersu genannt wurde, woraus sich im Lateinischen, wo man solche Traditionen übernahm, das inzwischen in vielen europäischen Sprachen vorkommende Wort persona entwickelte, das nun im Gegensatz zur ursprünglichen Bedeutung nicht mehr das schematisiert Typische, sondern das Individuelle bezeichnet.
- Die Prozession bei kultischen Zeremonien war eine andere, von den Etruskern in Italien eingeführte Tradition, die ebenfalls aus der Ägäis stammt, wo sie etwa in Alt-Thera, Mykene und der minoischen Kultur bezeugt ist. Solche Prozessionen wurden vor allem bei Beerdigungen und Tieropfern sowie bestimmten Tempelgottesdiensten etwa während ritueller Feiertage praktiziert. Auch diese Tradition übernahmen die Römer und nach ihnen die katholische Kirche.

#### Die etruskische Disziplin

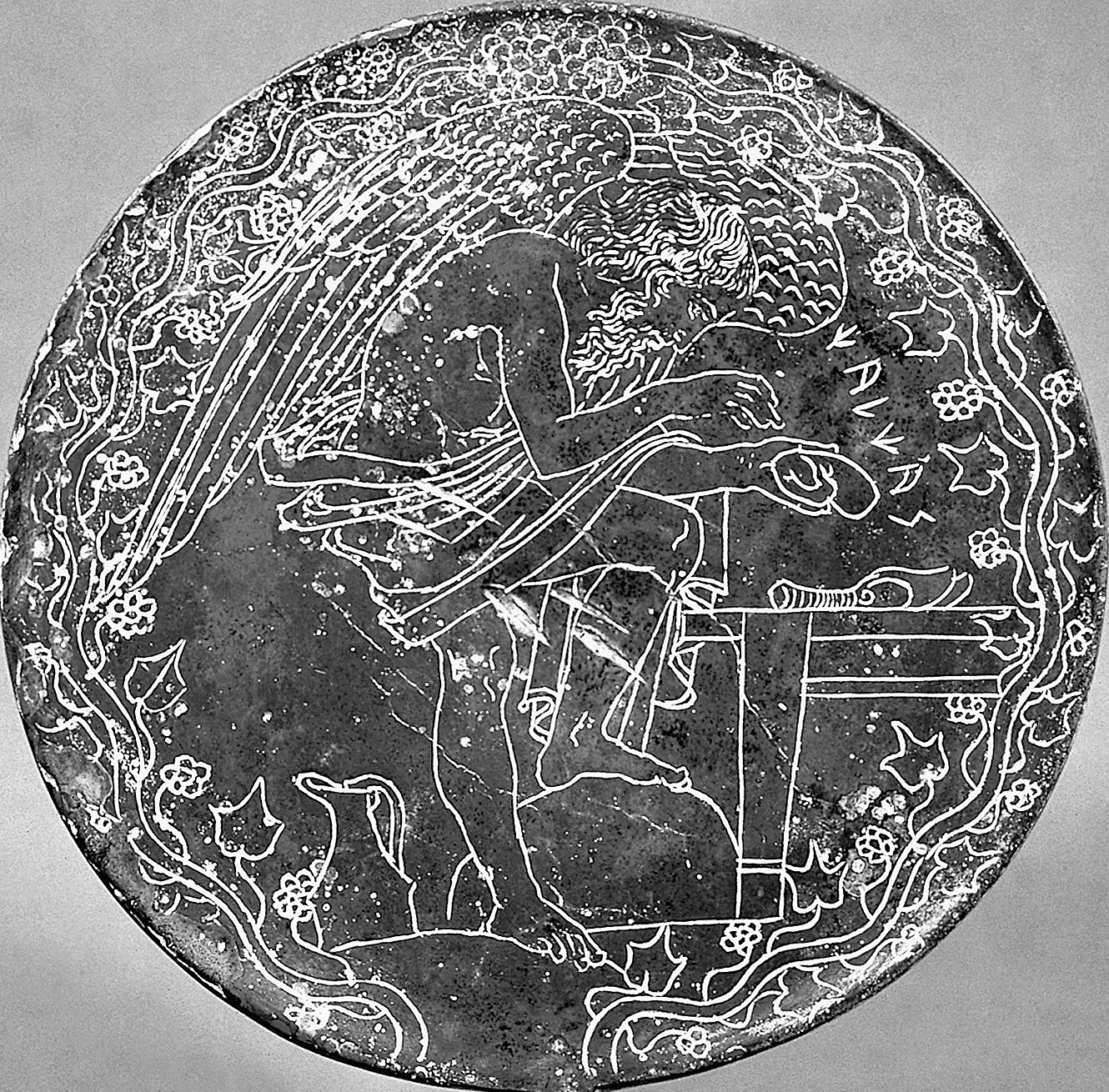
Der etruskische Kalchas-Spiegel zeigt den griechischen Seher Kalchas als Haruspex bei der Leberschau. (s/w-Abbildung)

Die in der Etrusca disciplina zusammengefassten religiösen Vorschriften regelten das Leben und die Beziehungen zu den Göttern sowie die Wege und Methoden, mit denen deren Wille erforscht werden konnte, der prinzipiell aber als rational nicht direkt ergründbar angenommen wurde. Eigentliche Wahrsagungen waren in den Disziplinen im Gegensatz zu den Sibyllinischen Büchern der Römer nicht enthalten, auch lag ihnen offenbar keine eigentliche ethische Systematik im Sinne eines dezidierten Gut-Böse-Musters zugrunde. Grundvorstellung war vielmehr, dass die Götter in ständigem Kontakt mit der Menschenwelt standen, und zwar auf kollektiver wie individueller Ebene, und sich durch einen ständigen Strom von Zeichen mitteilten. Den Willen der Götter zu deuten und möglichst zu beeinflussen bildete denn auch das Zentrum der etruskischen Religion. Den Priestern war es dadurch möglich, in direkte Kommunikation mit den jenseitigen Mächten zu treten (vgl. Schamanismus). Die römischen, an die etruskischen Methoden angelehnten Weissagungspraktiken sind davon nur ein schwacher Reflex, zumal sie nur einfache Ja-Nein-Antworten lieferten und keine differenzierten Handlungsanweisungen wie bei den Etruskern. Der grundlegende Unterschied zwischen römischer und etruskischer Weltauffassung wird hier besonders deutlich: Die Etrusker fühlten sich als Teil eines kommunizierenden Kosmos, der ihr Leben determinierte, die Römer hingegen standen der Götterwelt distanziert gegenüber, trugen ihr eher formal durch Opfer Rechnung, doch waren sie auf den Alltag und die reale Welt konzentriert. Dieser Determinismus war aber keineswegs absolut und willkürlich, etwa im Sinne einer Prädestination, die sich ja ohnehin im Gegensatz zum Determinismus eher auf das Jenseitige richtet, etwa durch göttliche Gnadenwahl (zum Beispiel im Calvinismus), und nicht durch nachvollziehbare Kausalzusammenhänge bestimmt wird wie, unter systemisch-logischer Einschaltung der Götter allerdings, der Determinismus der etruskischen Religion, der dann allerdings gegen Ende der etruskischen Epoche etwa ab dem 4./3. Jahrhundert in einen gewissen Fatalismus umschlägt, wie die pessimistisch getönten Grabfresken dieser Zeit mit ihren Dämonengestalten ausweisen (siehe unten).
Doch starr und ausweglos war dieser Determinismus nicht. So konnte etwa der Tod eines Einzelnen durch geeignete Maßnahmen bis zu zehn Jahren hinausgezögert werden, das Ende des Volkes gar um 30 Jahre. Die Macht darüber lag in den Händen der Priester, die daher eine zentrale Position in der Gesellschaft einnahmen und meist mit dem Herrscheramt der Lukumonen in Verbindung standen. Dennoch erlaubt diese Situation den Schluss, dass den Etruskern von Beginn an das Ende ihrer Epoche bewusst war und dass sie darauf zulebten.
Es verwundert also nicht, dass die Römer diese Seite der etruskischen Religion nicht übernahmen, obwohl sie andere Rituale und Formalien durchaus weiterführten, etwa Amtstrachten, Zeremonien wie den Triumphzug, Titulaturen und Symbole wie die fasces, die Rutenbündel um ein Beil als Zeichen weltlich strafender Macht, das dann als Bezeichnung bis in die Moderne überdauern sollte, denn das Wort Faschismus kommt daher. Auch Bischofsstab und Mitra sind etruskischen Ursprunges. Die Titulatur des Papstes als Pontifex maximus (oberster Brückenbauer bzw. Wegefinder, also Augur, die Etymologie ist umstritten) wiederum ist Zeichen der Kombination weltlicher und sakraler Funktionen, die in Etrurien untrennbar miteinander verbunden waren, eine Sitte, die in Rom allerdings schnell zum reinen Ritual erstarrte, ebenso wie die von den Etruskern übernommene Anrufung der Götter vor jeder Amtshandlung und die pompösen Bestattungszeremonien des Adels oder der Tempelkult samt Götterstatuen. Beim einfachen Volk wiederum hielt sich die Sitte, die gesichtslosen göttlichen Kräfte, die numina, in der Natur anzurufen und dabei auch mantische Zeremonien einzusetzen, noch sehr lange.
Die Etrusca disciplina sind nicht als Ganzes überliefert und können nur teilweise aus den Erwähnungen durch römische Autoren rekonstruiert werden. Sie waren in uralten Büchern niedergelegt, die der Legende nach von einer jenseitigen chthonischen, weil wunderbarerweise bei Tarquinii aus der Erde gepflügten göttlichen Gestalt namens Tages mit dem Körper eines Kindes und dem Kopf eines Greises, Sohn des Genius und Enkel des Zeus, den Vertretern der zwölf etruskischen Populi diktiert worden sein sollen. (Ein anderer Teil dieser Disziplinen soll von der Nymphe Vegoia geoffenbart worden sein.) Sie enthielten die Vorschriften über die Deutung von Vogelflug, Blitzschlag und Eingeweiden sowie die Säkularlehre, wonach die Lebenszeit der etruskischen Zivilisation und Kultur auf eine bestimmte Anzahl von Saecula begrenzt war. Die vorherbestimmte Zeitspanne betrug je nach Überlieferung acht oder zehn Saecula, wobei ein Saeculum etwa hundert Jahre umfasste. Der Kanon wurde jedoch ständig durch neu hinzugekommene Lehren erweitert. Von den Römern sind diese Bücher klassifiziert worden als libri fulgurales, haruspicini und rituales. Die ersten beiden beziehen sich dabei auf begrenzte divinatorische Techniken. Das dritte hingegen umfasst eine philosophisch-religiöse Gesamtschau aller etruskischen Sachgebiete, weit über die Divination hinaus. Es finden sich rituelle Vorschriften, die sich auf alle Aspekte des gesellschaftlichen Lebens von der Städtegründung bis zum Ackerbau beziehen, desgleichen kosmologische Theorien und Spekulationen über das Schicksal von Menschen und Städten (libri fatales).

#### Auguren, Haruspizes: die Priester
Beide Begriffe wurden später von den Römern weitgehend synonym gebraucht. Der Augur ist jedoch vermutlich älter, denn das Wort lässt sich aus augere = gedeihen ableiten (heute noch in  dem Begriff Inauguration erhalten) und lässt daher auf das Vollziehen von alten agrarischen Fruchtbarkeitsriten schließen. Nicht zu verwechseln ist damit zunächst der Begriff auspicium, der von avi-spicium, also Vögel-Beobachtung, abstammte. Haruspex wiederum entstammt dem haru-spicium, dem Beschauen (spicium) von Gedärm (unser Wort Garn ist noch mit haru verwandt, das so viel wie röhrenförmig bedeutet, Garn wurde ursprünglich aus verdrehten Därmen hergestellt). Unter den Auguria wurden dann generell kultische Vorgänge verstanden, durch die nach festen Regeln die Götter befragt werden, ein Vorgang, der dann generell auch Auspizien hieß, ohne dass dabei immer die Deutung von Flug oder Stimmen der Vögel verstanden wurde.

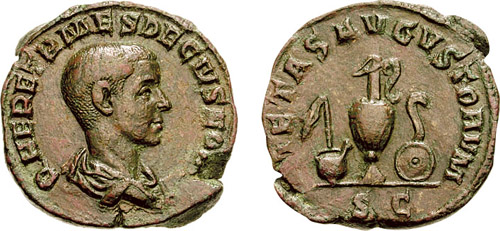
Römische Bronzemünze (Sesterz), die auf der Vorderseite den Kaiser Herennius Etruscus darstellt, auf der Rückseite mehrere Auguralinstrumente: links: Schöpfkelle über Gießkanne, Mitte: Wasserkrug, rechts: Krummstab über flacher Opferschale

Funktion: Da sie auch in der römischen Religion ein vergleichbares Amt ausübten, dies aber im Rahmen römischer Geisteshaltungen taten, weiß man über die eigentlichen etruskischen Ursprünge und Besonderheiten kaum noch etwas. Sie trugen eine Art Amtstalar mit spitz zulaufendem, konischem Hut, wie er heute noch in der Mitra der Bischöfe erhalten ist, dazu einen Ledermantel wohl aus der Haut eines Opfertieres, samt kurzer Tunika. Ihr Amtssymbol war ein langer Stab mit gewundenem Ende, wie er sich auch im babylonischen Kulturkreis so findet und wie er als Hirtenstab katholischer Bischöfe bis heute erhalten ist. Der Lituus genannte Stab diente unter anderem dazu, am Himmel ein templum, einen heiligen Bezirk, festzulegen, innerhalb dessen der Vogelflug beurteilt wurde. Er war denn auch bis in die römische Zeit das wichtigste Standessymbol der Auguren. Priester hatten einen hohen gesellschaftlichen Rang inne, stammten meist aus der aristokratischen Schicht und waren mitunter sogar mit dem Stadtkönig identisch. Daneben scheint es aber auch noch nach Cicero eine Art Dorf-Haruspizes gegeben zu haben. Noch in der Zeit der römischen Republik rief man, gegebenenfalls der Senat selbst, bei Problemfällen echte etruskische Haruspizes, die dann noch in Rom in solchen gewöhnlich politischen Entscheidungsfällen große Macht ausübten, da man davon ausging, die Basis dieser Haruspex-Urteile sei eine alte, angesehene Wissenschaft (die Disziplinen). Auch waren noch bei den Römern generell in der republikanischen Zeit, aber auch danach, staatliche Aktionen ohne entsprechende religiöse Handlungen nicht denkbar.
Die Ausbildung der Priester war lang und kompliziert und erfolgte in speziellen Schulen, unter denen die von Tarquinii den besten Ruf genoss. Diese Schulen waren allerdings nicht nur Priesterseminare, sondern eine Art von Universität mit verschiedenen Fakultäten, deren Lehrplan nicht nur theologisches und religiöses Wissen umfasste, sondern das gesamte enzyklopädische Wissen, das ein Priester benötigte und das von der Astronomie und Meteorologie über Zoologie, Ornithologie und Botanik bis zur Geologie und Hydraulik reichte, wobei das letzte Fach die Spezialität von Wasserfachleuten war, welche die Städte über ihre Wasserversorgung berieten. In Etrurien waren wie im alten Orient Theologie und weltliche Wissenschaft nicht getrennt. Man dachte vielmehr, alles, was der Mensch auf Erden tat, müsse in Übereinstimmung mit dem Kosmos geschehen. Somit waren alle Anstrengungen der Priester darauf gerichtet, den Willen der himmlischen Götter in Übereinstimmung mit dem religiösen Gesetz zu erkunden.

#### Deutung von Blitz und Vogelflug
Allgemeines
Gedeutet wurden irdische Zeichen und himmlische Zeichen. Am wichtigsten war dabei die Deutung der Blitze, während man ganz anders als bei den Römern der Deutung des Vogelflugs eher geringe Bedeutung beimaß. Die Eingeweideschau hingegen besaß ein eigenes Gewicht und war ebenfalls detailliert in den Libri überliefert. Diese drei Disziplinen wurden von Cicero als artificiosa bezeichnet, also als Techniken, die auf Vermutungen beruhten, welche man aus hoch entwickelten Klassifizierungsmethoden und Beobachtungen ableitete. Was hingegen völlig fehlt, sind Informationen über die von Cicero so genannten naturalia, die auf mystischer Besessenheit beruhen, in etwa der ekstatischen Entrückung von Schamanen oder griechischen bzw. orientalischen Mysterienkulten entsprechend.
Fulguraldisziplin
Sie wurde in den Libri fulgurales überliefert, deren Ursprung man der Nymphe Vegoia zuschrieb (also nicht dem Tages). Das meiste, was man darüber weiß, stammt von Seneca und Plinius. Nach Plinius dem Älteren unterschieden die Etrusker elf Arten von Blitzen, die von neun verschiedenen Göttern (Di novensides) ausgesandt wurden. Es gab dabei eine peinlich genaue Systematik, die sowohl beschrieb, aus welcher Himmelsregion der Blitz herkam, wo er einschlug und welche Gott ihn schleuderte, aber auch, wohin er zurückkehrte, denn dass er das tat, daran glaubte man fest. Tinia hatte dabei drei Blitze zur Verfügung, doch nur den ersten konnte er selbstständig schleudern, beim zweiten musste er den Götterrat fragen und beim dritten sogar die Dei consentes.
Auf diese erste, systematische Stufe folgte die zweite, die der divinatorischen Deutung und die dritte, die der Versöhnung der Götter durch Reinigung, Opfer, Gebete usw. Für private Belange galt die Vorbedeutung eines Blitzes auf maximal zehn Jahre, für Staatsbelange auf maximal 30 Jahre. Ausnahmen bildeten Blitze an Geburtstagen, zur Gründung eines neuen Haushalts oder zur Gründung einer neuen Stadt.
Auguraldisziplin
Ebenso wurde das Verhalten von Vögeln, vor allem Stimme und Flugrichtung, zur Vorhersage genutzt, wenn auch mit weit geringerem Gewicht, was allerdings hinsichtlich der Tatsache, dass diese Disziplin bei den italischen Völkern am verbreitetsten war, auf Mängel der Überlieferung und ein möglicherweise inhibitorisches Übergewicht der auch bei den Römer selbst vorherrschenden Disziplin schließen lässt. Man weiß darüber daher nur relativ wenig, nur, dass Tauben alleine Königen Auspizien lieferten. Überdies gab es bei den Etruskern einschlägige Vogelverzeichnisse zu diesem Zweck, teils mit im damaligen Italien längst nicht mehr vorkommenden Arten, also offenbar sehr alt. Es gab zudem eine Sonderform gelenkter Auspizien, bei denen man bestimmte Vögel, etwa Hühner, an Fäden führte und ihre Körnerpicken deutete, eine Methode, die zum Beispiel auch Generäle im Heerlager praktizierten.

#### Haruspizien: Eingeweide- und Leberschau
Die zur damaligen Zeit im Orient verbreitete Praxis der Leberschau (Heparskopie) wurde auch von den Etruskern praktiziert und später von den Römern übernommen. Ähnliche Praktiken finden sich aber bereits im babylonisch-chaldäischen Bereich, von wo sie die Hethiter übernahmen, später die umgebenden orientalischen Kulturen, und trotz beträchtlicher Unterschiede lassen sich auch eine Reihe interpretatorischer Gemeinsamkeiten feststellen, so dass man von engen Beziehungen zu solchen religiösen Zentren mindestens seit dem dritten vorchristlichen Jahrhundert ausgeht. Dabei gibt es offenbar auch astrologische Beziehungen, da sich die Darstellungen der Leber offenbar auf solche Faktoren zu beziehen scheinen.
Beschrieben ist die Eingeweideschau in den nur fragmentarisch über römische Quellen überlieferten Libri haruspicini. Dabei stellt sich wie in anderen Bereichen die Frage, wie man die römischen Traditionen von den originär etruskischen trennen kann. Entscheidend dabei ist, dass die römischen Auspizien nur eine Ja/Nein-Antwort kannten, die etruskischen hingegen differenziert war und den komplexen Willen der Götter widerspiegelten. Die Römer entnahmen zudem die Eingeweide im Unterschied zu den Etruskern nicht dem Körper des Opfertieres.
Das wichtigste Opfertier war dabei das Schaf. Alle entsprechenden Lebermodelle, die überliefert sind, stammen denn auch von diesem Tier. Neben der Leber verwendete man auch das Herz (erst etwa ab dem 3. Jahrhundert v. Chr.), die Lunge (sie galt als eher unheilverheißend) und möglicherweise die Milz. Schlimmes Zeichen war ein Fehlen oder eine geringe Größe des Organs. Hauptorgan für Haruspizien war jedoch die Leber. Dabei waren den einzelnen Gottheiten bestimmte Zonen des Organs zugeordnet, und es wurde nun nach Auffälligkeiten gesucht (Hieromantie). Die Beurteilungskriterien (Farbe, Form, Größe, Symmetrien, Konsistenz, Membranen, Auswüchse, Gallenblase usw.) waren komplex und wurden dem kosmischen System zugeordnet, wie es auf der Bronzeleber von Piacenza zu sehen ist.

#### Weitere Regeln: Raum und Zeit
Sie beziehen sich in den Libri rituales vor allem auf die Ordnung von Raum und Zeit und die Position des Menschen in ihr und enthalten Regeln zur rituellen Art der Städtegründung und Städteplanung, zum Bau von Tempeln und Altären, Organisation der Heere und Verwaltungen und insgesamt die Art der staatsbürgerlichen Aktivitäten in diesem Rahmen. Zentral ist dabei der Aspekt der Limitatio, also der Begrenzung von Raum und Zeit sowohl kosmisch wie irdisch. So wie der Himmel in Sektoren unterteilt war, wurde auch die Erde in astronomische Koordinaten gegliedert. Makrokosmos und Mikrokosmos standen somit in einem analogen Verhältnis zueinander. Während allerdings der Himmel eine radiale Gliederung aufwies, sah dieses System auf der Erde ein Vervielfachung der Achsen vor, die rechteckige Einheiten zur Folge hatten. Das menschliche Leben verlief innerhalb dieser festen geometrischen Strukturen und wurde zeitlich von einem Siebenjahresrhythmus bestimmt mit maximal zwölf dieser Hepdomaden. Damit war das Leben der Menschen, aber auch der Städte und Staaten selbst in ihrer Dauer eindeutig festgelegt, und zwar aufgrund von Zeichen und Prodigien, die sich bei der Gründung der Städte ereignet hatten, im Allgemeinen außergewöhnliche Ereignisse, die als Wunder einzustufen waren und auch das Ende anzeigten. Prodigien (zu prod-agere = unerwartet hervorgetreten) hatten grundsätzlich einen eher negativen Charakter innerhalb des positiven fatum, des durch die Götter bestimmten Schicksals, das durch einen prodigium gestört wurde und wieder korrigiert werden musste. Diese Vorhersehbarkeit und Festlegung ist eine Besonderheit der etruskischen Religion, zumal sie beinhaltet, dass von Beginn an das Ende klar erkennbar ist.

#### Ostentaria: Deutung der Wunder
Sie sind im letzten Abschnitt der Libri rituales enthalten und ihre Bedeutung übertrifft die aller anderen Teile. Es gibt dabei ein Verzeichnis von interpretierten Wundern, die klassifiziert werden, um so analoge Interpretationen zu ermöglichen. Die erste Klasse dieser Systematik umfasst alle Aspekte des Kosmos mit Erdbeben, atmosphärischen und astronomischen Erscheinungen usw. Weiter sind Tier- und Pflanzenphänomen aufgeführt, wobei ebenfalls glücksbringende (Haustiere, vor allem Schaf) von unheilvollen Zeichen (Mäuse, Bienen) unterschieden werden.

### Totenkult

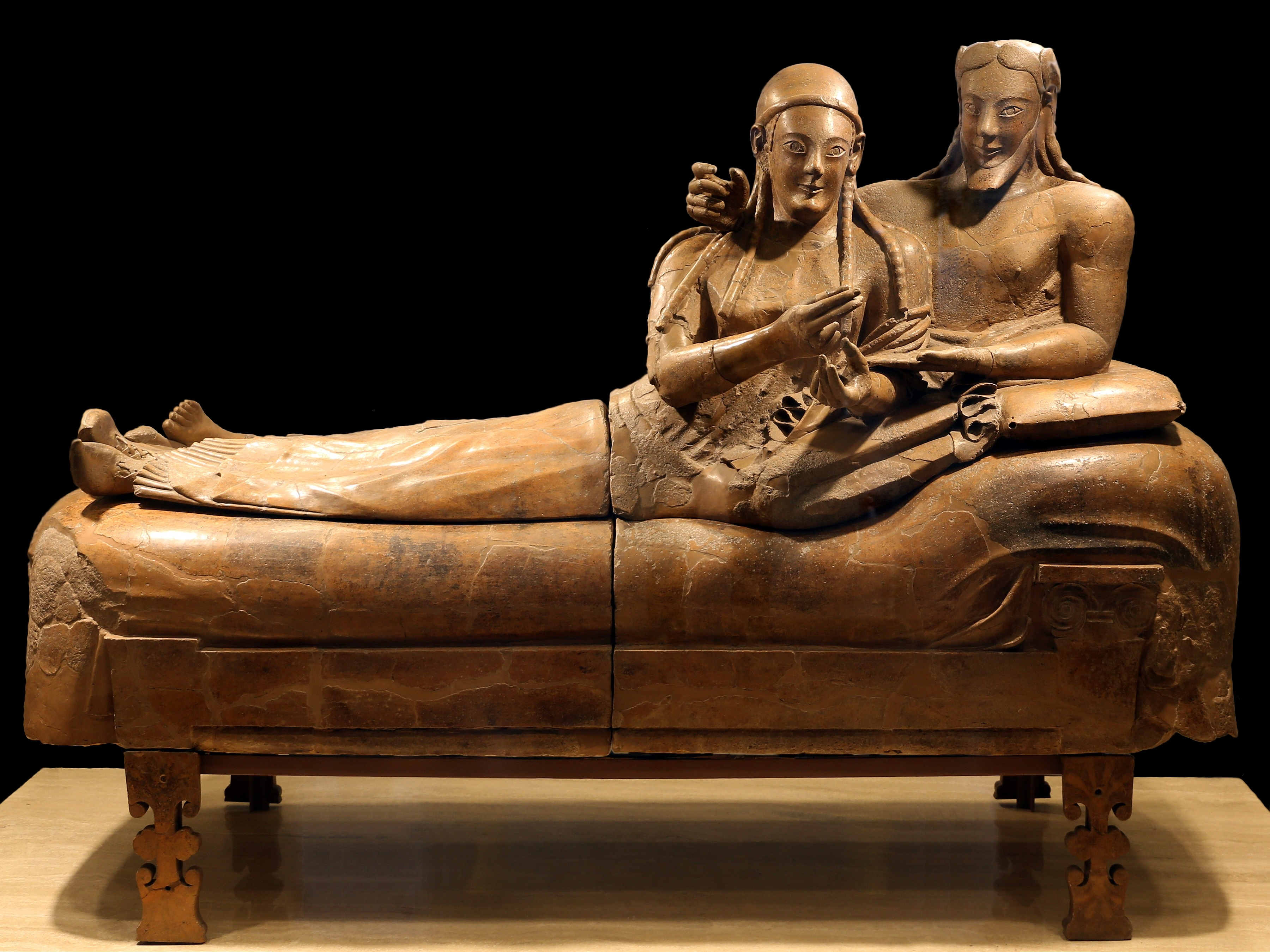
Ehegatten-Sarkophag von Cerveteri; etwa 520 v. Chr. Terrakotta, Museo Nazionale di Villa Giulia, Rom, typische Darstellung mit der Frau als Gleichberechtigter

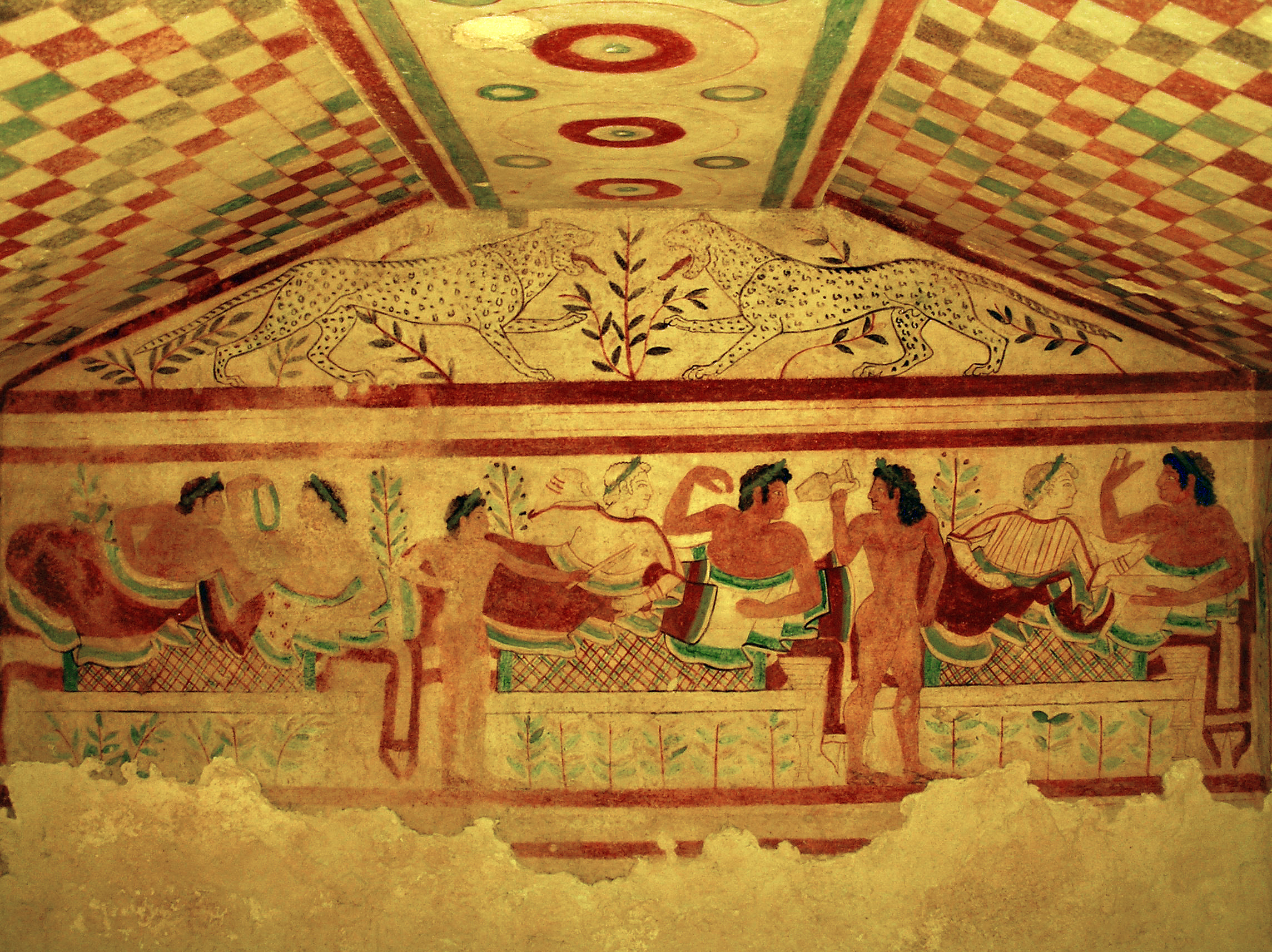
Wandmalerei im Leopardengrab, einer unterirdischen Grabkammer der etruskischen Nekropole von Tarquinia, Italien. Die luxuriösen Jenseitsvorstellungen der etruskischen Oberschicht sind dargestellt.

Archäologisch fassbar ist hier zunächst der Übergang von der in der Villanovakultur üblichen Feuerbestattung zur Körperbestattung im 8. vorchristlichen Jahrhundert. Gründe und Bedeutung dieses Überganges sind unklar, entsprechen aber dem Ende der gemeineuropäischen Urnenfelderkultur (1250–750) der mittleren Bronzezeit. Weitere Informationen liefern dann mit allerdings erheblichen sozialen Einschränkungen auf die Oberschicht die etruskischen Nekropolen.
Wie der ursprüngliche Totenkult ausgesehen hat und welche Jenseitsvorstellungen ihm zugrunde lagen, weiß man nicht genau. Er enthält wie die übrigen Bereiche der Religion einerseits enge Anklänge an griechische Vorstellungen mit einer Unterweltsreise – es gab sogar einen Dämon namens Charun, der die Funktion eines Schiffsführers erfüllte – und einen Empfang durch die Vorfahren und die Unterweltgötter; andererseits findet man massive dämonologische Züge, die nicht griechischen Ursprungs sind. Die Libri acherontici, die diesen Aspekt beschreiben, sind allerdings ebenfalls kaum erhalten. Eine eigentliche Ahnenverehrung scheint es jedenfalls in späteren Phasen der etruskischen Geschichte nicht mehr gegeben zu haben, obwohl möglicherweise geglaubt wurde, Geister würden das gesamte Diesseits erfüllen und den Menschen begleiten, sein Handeln mitbestimmen – eine originär animistische Vorstellung. Allerdings ist aus den Darstellungen in den Gräbern zu schließen, dass die Etrusker sich das Leben im Jenseits eher als vergnügliche, ja luxuriöse Existenz vorstellten. Es scheint sogar, dass die toten Seelen sich mittels bestimmter Opfer durch den Genuss tierischen Blutes in Animales genannte Götter verwandeln konnten, wie die verlorenen acherontischen Bücher beschreiben, die aber unter stark orphisch-pythagoreischem Einfluss gestanden haben sollen. Ob es wie etwa in Ägypten ein Totengericht gab, ist bisher unklar. Allerdings gab es geflügelte Wesen, die als Totenbegleiter fungierten und Listen mit den Taten der Toten mit sich führten, die für dessen Stellung im Jenseits entscheidend waren. Ob damit eine Unterscheidung zwischen gut und böse verbunden war und nach welchen Kriterien diese erfolgte, ist jedoch unklar.
Nur einen allerdings pompösen Totenkult mit prunkvollen Leichenfeiern, Theateraufführungen und Gladiatorenspielen gab es, der aber innerhalb der aristokratisch-gentilizistischen Gesellschaftsordnung offenbar vor allem dem Repräsentationsbedürfnis einiger weniger fürstlicher Familien entsprang, die sich das leisten konnten und vor allem wollten, ihren Reichtum derart zur Schau zu stellen wünschten und so ihren hohen sozialen Status demonstrierten. Das gilt auch für die Frauen, die in Haus und Öffentlichkeit einen sehr freien Status besaßen, so dass manche Autoren wie Johann Jakob Bachofen früher sogar von einem Matriarchat sprachen, obwohl es sich eher um eine Matrifokalität handelte. Über die Jenseitsvorstellungen der Normalbevölkerung sagt dies jedoch wenig aus. Die Darstellungen in den Nekropolen sind denn auch durchweg diesseitig, ja orgiastisch und enthalten, wie wir sagen würden, das Bildprogramm der etruskischen Bildungsbürger, insbesondere die Aeneas-Sage, mit der wie später bei den Römern die legendäre Abkunft von den Trojanern assoziiert wird. Die rätselhafte Existenz der gewaltigen Nekropolen scheint zwar auf eine ausgeprägte und bildmächtige Jenseitsvorstellung zu deuten, doch gab es keinerlei Mumienkult, so dass es sich wirklich nur um Statussymbole wohlhabender Familien gehandelt hat, wie sie auch in anderen Religionen ohne ausdrücklichen Totenkult vorkommen, etwa im Islam, wo Derartiges ja sogar nach der Lehre der „Traditionen“ strikt verboten ist. Allerdings, auch das ist nach Prayon unsicher, könnte die Ausstattung der Grabanlagen auch im Glauben der Etrusker Auswirkung auf den jenseitigen Status der Toten gehabt haben.
Ein Motiv solcher exzessiv luxuriösen Gestaltung der Nekropolen scheint allerdings recht alt: die Furcht, die Toten könnten zu den Lebenden zurückkehren. Um dies zu verhindern, musste man ihnen eine Umgebung bieten, in der sie bleiben wollten und nicht auf den Gedanken kamen, die Lebenden zu peinigen, eine sehr alte orientalische Vorstellung, wie sie bereits in Mesopotamien vorherrschte. Vor allem ab dem 4. Jahrhundert v. Chr., als die Etrusker jegliche politische Macht verloren hatten, zeigen ihre Jenseitsdarstellungen aber auch Schreckensszenarien, die offenbar eine zunehmende Furcht vor dem Jenseits widerspiegeln.
Allerdings wird in der Wissenschaft auch die Meinung vertreten, es gebe hier Parallelen zum ägyptischen Totenkult, denn die Darstellung der Lebenden auf oder an den Sarkophagen ist eines der bekanntesten Merkmale etruskischer Totenbräuche. Danach hätten die Lebenden wie in Ägypten etwa durch Opfer dafür zu sorgen, dass es dem Toten im Jenseits gut ging, verbunden mit der Vorstellung, dass der Verstorbene auch ins Diesseits zurückkehren konnte. Demnach wäre das Grab nicht nur Bestattungsort, sondern zugleich monumentaler Altar gewesen. Überhaupt ist diese multiple Erscheinungsform, in der Bäuerliches mit Aristokratischem, Griechisches mit ursprünglich Italischem, Lokales mit später Römischem vermischt wurde, besonders typisch für die etruskische Religion.

### Sakrale Kunst und Architektur

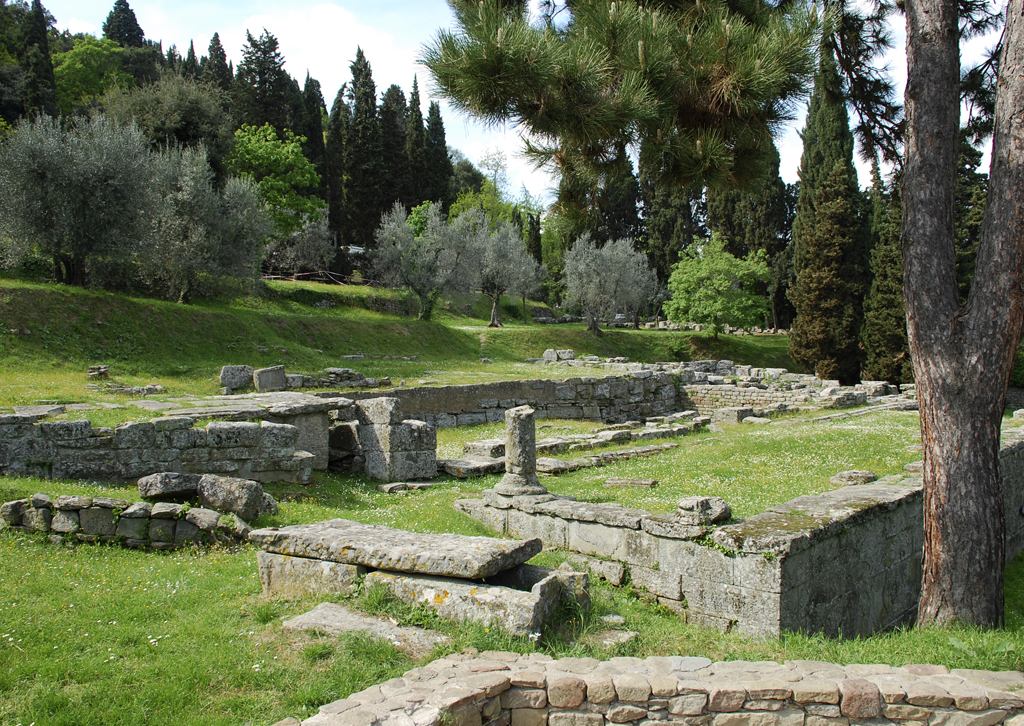
Reste etruskischer Tempel in Fiesole; man erkennt die typische Einbettung in Natur und Landschaft.

In der etruskischen Religion hatte die Natur als solche, also Haine, Flüsse, Seen usw. ähnlich wie bei den Kelten und Slawen, generell aber bereits in den neolithischen Religionen eine besondere kultische Bedeutung. Man schließt das aus den teils sehr umfangreichen Funden von Votivgaben an solchen Orten, die man als Zeichen einer besonders ausgeprägten Frömmigkeit der wohl bäuerlichen Bevölkerung wertet. Es sind dies Götterbilder aus Ton oder Bronze, aber auch Figuren, die offenbar die Bittsteller oder einfach Gläubige darstellen. Dabei kommen gehäuft auch Darstellungen von einzelnen Körperteilen vor, wie man das bis in unsere Tage für Heilkulte auch in anderen Religionen findet. Man schließt daraus, dass diese Heilkulte wohl Folge der zahlreichen mineral- und schwefelhaltigen Seen und teils heißen Quellen im vulkanisch geprägten Mittelitalien waren, deren Heilkraft ja bis heute genutzt wird. So fand man etwa an einem derartigen See, dem im 1400 m Höhe liegenden, heute ausgetrockneten Falterona-See im nördlichen Etrurien, Depots mit an die 2000 derartigen Votivgaben, darunter 500 Bronzestatuetten.
Aufwendige Bauten, die Tempel ja gemeinhin sind, waren also im Grunde nicht unbedingt notwendig, allenfalls nach der Entstehung der etruskischen Städte und ihrer spezifischen Bedürfnisse im Rahmen immer stärker geschichteter Gesellschaften. Auch die durch vergängliche Baumaterialien bedingte geringe Dauerhaftigkeit dieser Tempel weist in diese Richtung eines noch sehr archaischen Religionsverständnisses. Oswald Spengler mag also durchaus recht haben, wenn er schreibt:

„Die Idee der Totenverbrennung verträgt sich mit einer Kultstätte, nicht mit einem Kultbau. Daher besaßen die antiken Frühreligionen … für ihre Bräuche das, was übrig bleibt, wenn man von einem Baugedanken den Bau abzieht: die heilige Umgrenzung. Die ursprüngliche Kultanlage ist deshalb das etruskische templum, ein von den Augurn lediglich auf dem Boden abgesteckter heiliger Bezirk mit einer unüberschreitbaren Bannmeile und dem glückbringenden Eingang im Osten. Ein templum wird geschaffen, wo eine Kulthandlung vorgenommen werden soll oder die Träger der staatlichen Autorität, Senat und Heer sich befinden. Es besteht nur für die flüchtige Dauer des Gebrauches, dann wird der Bann aufgehoben. Vielleicht erst gegen 700 überwand sich die antike Seele dahin, die Liniensymbolik dieses architektonischen Nichts in einem Baukörper zu versinnlichen. Das euklidische Gefühl war stärker als die Abneigung gegen die Dauer.“

#### Architektur
Grundlagen

Grundform des etruskischen Tempels

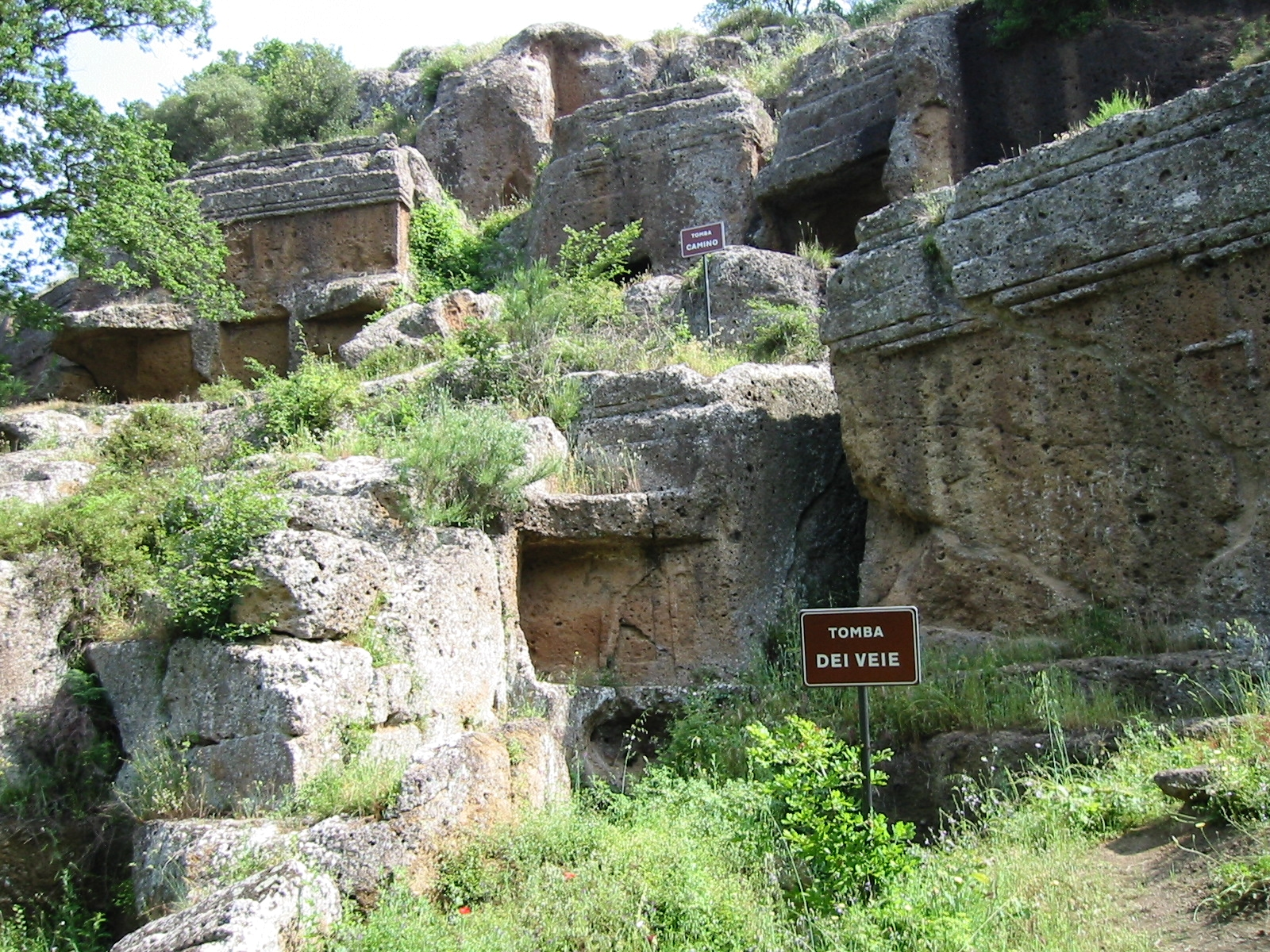
In den Tuff gehauene Gräber der Nekropole von Norchia, bei Viterbo

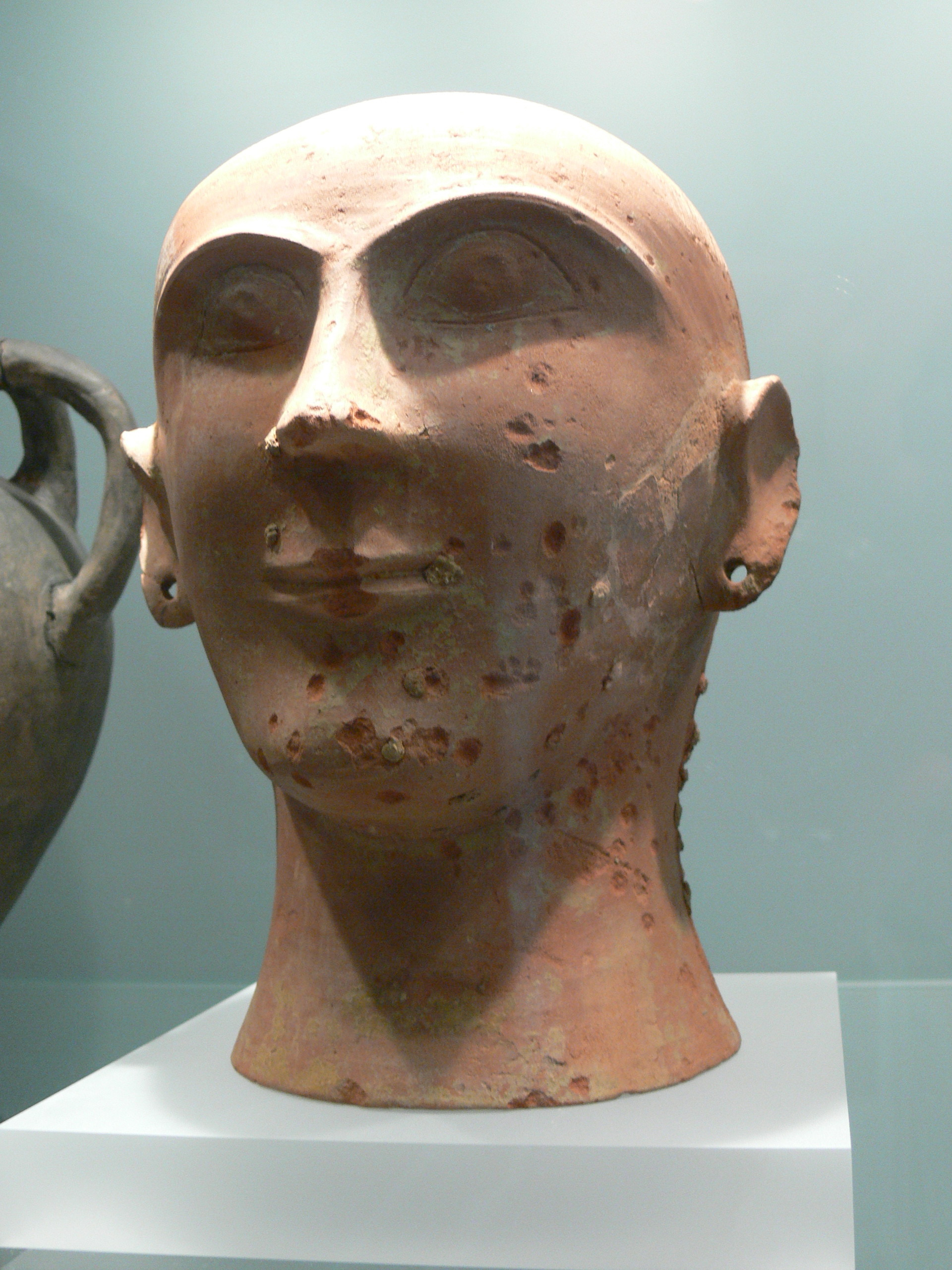
Ny Carlsberg Glyptotek, Kopenhagen; etruskische Kopfurne

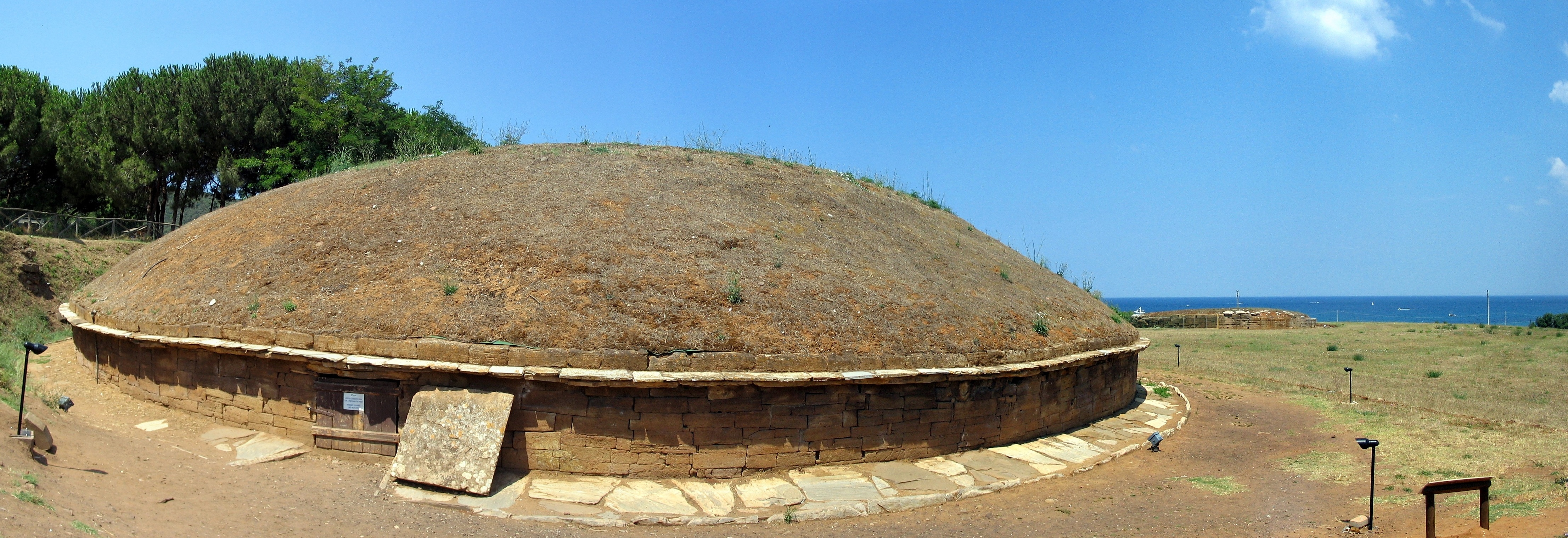
Etruskisches Tumulusgrab „tomba dei carri“ (es wurden zwei Streitwagen darin gefunden) bei Populonia

Von den etruskischen Tempeln und religiösen Weihestätten ist abgesehen von archäologisch erschlossenen Resten schon wegen der nicht sehr haltbaren Bauweise außer Fundamenten kaum etwas erhalten. Nur die Nekropolen geben hier Aufschlüsse, sind jedoch wegen der erwähnten Beschränkung auf die Oberschicht nur von begrenztem Aussagewert. Die Grundrisse des etruskischen Hausbaus geben Hinweise, ebenso die römische Tempelarchitektur, die der hochentwickelten etruskischen Baukunst viel verdankt, die sowohl die echte Rundbogenwölbung wie die aus behauenen Quadern gefügter Mauer kannte und beherrschte. Auch das Atrium des römischen Hauses entstammt diesem Vorbild.
Eine wesentliche Rolle bei der Entwicklung der etruskischen Kunst spielte naturgemäß und schon relativ früh die griechische. Dies gilt vor allem für die Plastik.
Tempel
Ein templum (ursprüngliche Bedeutung: Beobachtungskreis, zu lat. temperare = umspannen, eine Abmessung vornehmen) war zunächst nichts anderes als ein von den Auguren mittels bestimmter Formeln abgegrenzter Raum im Freien (locus afferatus), der zu einem bestimmten Zweck einer Gottheit geweiht wurde. Auch als es Tempelgebäude gab, versammelten sich die Gläubigen wohl immer vor dem Tempel. Dieser Raum öffnete sich nur nach einer Seite, der, nach der hin die Auguren beobachteten. Diese später errichteten einfachen Gebäude oder Zelte waren wie die in den Wohngebäuden geweihten Plätze rechteckig. Die Bedeutung templum wurde dann später auf das Gebäude selbst übertragen, das sonst aedes hieß.
Die etruskischen Tempel waren klein, auf Fassadenwirkung ausgelegt und enthielten ursprünglich möglicherweise noch keine Kultstatuen in der Cella (wegen der fehlenden Belege ist das umstritten, zudem waren die Kultstatuen anfänglich meist aus Ton und sind schon deshalb kaum erhalten). Doch hat man zahlreiche kleinere Votivstatuetten gefunden. Dass dies zudem später anders gewesen sein muss, sieht man an der gewaltigen Beute von angeblich 2000 Statuen, die M. Fulvius Flaccus bei der Plünderung des Fanum Voltumnae 264 v. Chr. in die Hände fielen.
Die Tempel selbst waren bis in die Spätzeit aus Holz und gebrannten Tonplatten gebaut, standen auf einem hohen steinernen Sockel und trugen ein flaches, breit ausladendes Satteldach aus Ziegeln mit einer Seitenlänge von 30 m oder weniger. Stein scheint man bei der Tempelarchitektur offenbar aus religiösen Gründen abgesehen vom Sockel vermieden zu haben, bevorzugt wurde Terrakotta. Der Grundriss war meist quadratisch und entspricht in etwa den frühen griechischen Tempeln, angelegt wurden sie stets entlang einer Nord-Süd-Achse. Die Bautypen unterschieden sich nicht von den Privathäusern. Es gab nur eine einzige Treppe auf der schmalen Südseite. Ab dem 6. Jh. finden sich Terrakottafiguren als Außenschmuck, Friese etc.
Der Tempel umfasste in seinem vorderen Teil einen großen, bis zur Cellawand sich ziehenden Pronaos, im hinteren Teil ein Cellagebäude, das meist durch Trennwende dreigeteilt war, wobei die mittlere Cella breiter war. Es ist möglich, dass dabei stets die höchste Dreiheit der etruskischen Götter verehrt wurde: Uni (Iuno), Tinia (Jupiter) und Menrva (Minerva), wobei Tinia aufgrund seiner Stellung in der Mitte mehr Platz eingeräumt erhielt. Doch ist die Funktion der beiden flankierenden Räume bis heute unklar und kann auch an der Vorliebe der Etrusker für eine Dreiheit von Räumen liegen, wie man sie vor allem ab dem 6. Jahrhundert auch in ihren Wohnhäusern und Nekropolen findet. Auch die Römer übernahmen dieses „tuskische“ Muster, wie Vitruv schildert. Der Pronaos wurde dadurch gebildet, dass in der Verlängerung der Cellawände durch vier Säulenreihen eine große Vorhalle entstand, deren mittlere Reihen der Hauptcella entsprechend einen breiteren Abstand hatten. Der Tempel erhielt so eine durchgehende Mittelachse und eine betonte, am kosmischen System orientierte Richtungsbezogenheit, die etwa dem griechischen Tempel fehlt, sowie wegen der geschlossenen Rückwand eine betonte Frontseite. Diese Grundform wurde auch bestimmend für die römischen Tempel. Giebelfeld, Gebälk, First, Dachrand und Gebälk waren, eine etruskische Besonderheit, mit bemalten Terrakottafiguren und -ornamenten reich besetzt, das schwere Dach war mit buntbemalten Ziegeln aus demselben Material belegt, das auch für Zierplatten und Friese Verwendung fand, vor allem auch wohl, um die Holzkonstruktion vor der Witterung zu schützen. Neben den glatten, niedrigen und, bedingt durch die leichte Holzbauweise weit auseinanderstehenden toskanischen Säulen finden sich dorische, ionische und Mischformen.
Dass es Altäre und Opfer gab, weiß man aus Abbildungen auf Vasen usw. und den Beschreibungen der Libri durch römische Autoren, ob diese Altäre in den Tempeln standen und wo, ist jedoch unsicher. Erhalten sind nur zwei, die unlängst beim wiederentdeckten Fanum Voltumnae ausgegraben wurden. Die Tische mit den Grabbeigaben in den Gräbern selbst sind hingegen wohl keine Altäre gewesen. Die Tempel der Etrusker waren außerdem wie praktisch alle Tempel der Antike und der Hochkulturen davor bunt und nicht so kalkweiß, wie sich uns heute die antiken Tempelruinen oder in Museen präsentieren.

#### Grabmäler und ihre Kunst
Die etruskische Kunst, die wir erschließen können, ist vor allem eine Totenkunst. Im 8. und 7. Jahrhundert v. Chr. begrub man die Totenasche in hausförmigen Urnen aus Ton oder Metall oder Grabvasen mit Figuren. Zu der Zeit begann sich aber auch immer mehr die Körperbestattung an Stelle der Feuerbestattung durchzusetzen. Die Bestattung der Toten erfolgte in Schachtgräbern (Fossagräber), die man mit einer Grabbekrönung etwa in Form eines Hausdaches schloss. Später wurden Steinkreisgräber üblich, die reiche Beigaben aufweisen. Es finden sich bereits reich ausgestattete Tholos-Gräber, Kuppelbauten, wie man sie vor allem aus Mykene kennt.
Aus diesen Anfängen entwickelte sich später die Nekropolen als wohnungsartig mit Kammern ausgebauten Tumuli (am bekanntesten sind die von Cerveteri) und in den weichen Tuff gehauene Grabkammern, deren Grabbeigaben häufig importiert waren und auf ein weitgespanntes Handelsnetz deuten, wie es ja auch die Verbündeten der Etrusker, die Phönizier unterhielten und das bis jenseits der Alpen reichte, wo man zahlreiche aus Etrurien stammende Gegenstände wie Vasen usw. gefunden hat. Die Nekropolen sind von Stadt zu Stadt sehr verschieden. Im Binnenland etwa bei Norcia bevorzugte man eher Felsgräber mit Fassaden, weiter nördlich errichtete man die Anlagen vor allem oberirdisch, Tarquinia wiederum ist für seine besonders reichen Fresken berühmt. Daneben finden sich geschichtete Würfelgräber.
Diese immer aufwändigeren Bestattungen mit Sarkophagen aus Ton oder Stein in prächtig ausgestalteten, das Innere eines Hauses nachahmenden Räumen, oft mit einer Tempelfassade davor, hatten nach und nach eine außerordentlich vielfältige Kunst mit Plastik, Reliefs, Wandmalereien, Vasen, Schmuck und Geräten zur Folge, die mehrere Kunststile repräsentieren und in denen inhaltlich neben luxuriösen profanen, sogar erotischen Szenen vor allem griechische Sagen und Götter auftauchen, darunter auch Darstellungen aus Homers Ilias und Odyssee. Allerdings sind viele dieser Objekte, vor allem die Vasen, eindeutig Massenimporte aus Griechenland oder von griechischen Handwerkern in Etrurien hergestellt, wie Ähnlichkeiten mit griechischen Heiligtümern in der Region zeigen.
Letztlich entstanden so die Nekropolen außerhalb der großen etruskischen Städte, und ihr Inhalt gibt uns heute am ehesten Aufschluss über die religiöse Gedankenwelt jenes rätselhaften Volkes, zumindest die Gedankenwelt der Führungsschicht, obwohl in ihnen auch einfache Schachtgräber neben dem prächtigen Bauten der Aristokraten zu finden sind. Im Gegensatz zu den Ägyptern, die glaubten, die Seele wandele frei herum, sahen die Etrusker offenbar das Grab als Wohnort von Körper und Seele. Auch Ähnlichkeiten zu phönizischen Bestattungssitten bestehen. Bei den chthonischen Merkmalen wird gerne auf Malta und Sizilien verwiesen.
Von besonderer Bedeutung, nicht zuletzt wegen ihrer großen Wirkung auf die Römer, war jedoch die spezifisch etruskische Plastik, insbesondere die Plastik der Tonsarkophage, auf deren Deckel man die Toten, meist Mann und Frau, nebeneinander wie auf einem Ruhebett darstellte, häufig mit einem rätselhaften Lächeln im Gesicht. Die untere Körperhälfte ist meist nur angedeutet und wirkt wie zusammengefallen. Dagegen richten sich die Oberkörper auf, und die übergroßen Köpfe sind sehr persönlich gestaltet, ähnlich den Totenbüsten auf den Ascheurnen. Die römische Porträtkunst hat hier ihre Ursprünge. Eine besondere Form der Plastik stellen die Giebelfiguren der Tempel dar, etwa beim sogenannten Apoll von Veji. Das bekannteste Beispiel etruskischer Plastik, die sogenannte Kapitolinische Wölfin (die Knaben unter ihr sind eine Zutat der Renaissance), von der man lange annahm, sie stehe als Symbol Roms in einem engen Zusammenhang mit der etruskischen Mythologie, ist allerdings inzwischen nachweislich (Radiokarbonmethode) ein Produkt des Mittelalters.

#### Religiöse Literatur
Die Überlieferungslage, die bereits zur Zeit der Römer sehr spärlich war, erlaubt trotz der an die 13.000 kurzen, zwischen dem 8. vorchristlichen und 1. nachchristlichen Jahrhundert überlieferten Texte keinerlei weiterführende Aussagen über deren geistigen Hintergründe und ihre religiöse Vorstellungswelt, obwohl die im 7. Jahrhundert v. Chr. aus Cumae übernommene Variante der griechischen Schrift lesbar ist und die Inhalte sogar weitgehend verstanden werden. Die meist auf Sarkophagen, Urnen, Ziegeln, Wänden und Weihegaben verzeichneten Texte enthalten jedoch fast ausschließlich Namen und stereotype Formulierungen, gelegentlich Verträge. Auch die wenigen erhaltenen griechischen und phönizischen Bilinguen und die Glossen in lateinischen Quellen führen hier nicht weiter, und die wenigen längeren Texte sind nach wie vor unverständlich, so dass von dieser Seite die mythisch-religiösen Hintergründe rätselhaft bleiben.
Siehe auch
- Lexicon Iconographicum Mythologiae Classicae